# История современной Греции
Историю современной Греции принято отсчитывать от провозглашения и окончательного признания независимости королевства Греция в 1830 году. Однако на территории независимой Греции тогда проживало лишь около шестой части греков Средиземноморья (около 0,8 млн из 5 миллионов). Поэтому вплоть до 1970-х годов главным вектором внутренней и внешней политики были планы по восстановлению греческого единства, получившие в XIX веке название Великой идеи (греч. Μεγάλη Ιδέα), а на сопредельных греческих территориях возник термин энозис, или стремление к воссоединению с Грецией. Новое государство было крайне слабо экономически и имело чрезвычайно ограниченные минерально-сырьевые ресурсы, а потому находилось в постоянной полуколониальной зависимости от  более развитых стран Западной Европы, определявших в значительной степени и внутреннюю политику Греции, тяготевшей к авторитарным формам правления.
25 марта 1821 года — День Греческой Независимости и наиболее значительная дата в новейшей греческой истории для народа Греции и Всемирной греческой диаспоры.

## Война за независимость

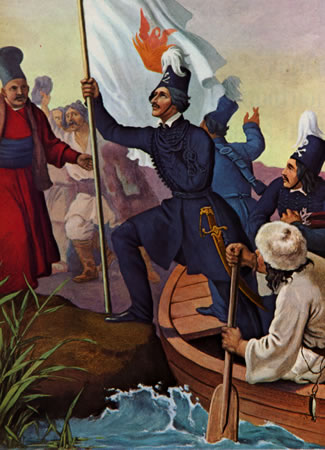
Переход Ипсиланти через Прут, картина Петера фон Гесса

В духе патриотизма, с идеей о независимости и под влиянием разных тайных обществ Европы греки собрались в Одессе 14 сентября 1814 года и составили устав секретного общества «Филики Этерия», которое должно было подготовить Грецию к восстанию. Среди них были Николаус Скуфас, Емануел Ксантос, Атанасий Цакалов. В 1818 году место заседания «Этерии» переместилось из Одессы в Константинополь. В апреле 1820 года руководителем стал Александр Ипсиланти. Началась подготовка к восстанию, создавались военные объединения, получившие название «священных отрядов».
В начале марта 1821 года Ипсиланти во главе вооруженного отряда гетеристов перешёл реку Прут и поднял восстание в Молдавии. Однако вскоре оно было подавлено. Появление Ипсиланти в Дунайских княжествах и в Морее было воспринято как сигнал к массовому восстанию, которое началось 25 марта 1821 года.

## Первая республика (1822—1833)
25 марта (по юлианскому календарю) 1821 года митрополит Патрский Герман водрузил в Калаврите знамя нового восстания и обратился к народу со следующим воззванием: «Героические сыны геройских отцов! Пусть препояшется каждый мечом своим, потому что лучше пасть с мечом в руках, нежели видеть бедствия отечества и оскверненные святыни! Ну же! Разорвите оковы, сокрушите иго, которое возложили на вас, потому что мы — наследники Божий и сонаследники Христовы! Дело, которое вы призываетесь защитить, есть дело Самого Бога». 25 марта, день Благовещения, — национальный день Эллады.
1 января 1822 года всегреческое народное собрание объявило о суверенитете Греции и сформировало временное правительство из пяти человек во главе с Александром Маврокордатосом. Столицей был объявлен город Коринф. За Грецией было закреплено федеративное управление. Тем временем война за независимость продолжалась. В том же году сдался турецкий гарнизон в Акрополе. В Морее всего 6 пунктов оставались в руках турок. У греков образовался даже маленький флот, который, предводительствуемый  Яковосом Томбазисом (впоследствии Андреасом Миаулисом), нанёс при Митилене (8 июня)  поражение турецкому. Турция избавилась от опасного врага, Али-паши, и поэтому смогла направить свои силы на подавление восстания. Подавив выступления в Македонии и на Крите, она двинула в Грецию два корпуса. Один из них взял Коринф, Аргос, Навплию, но, разбитый в нескольких битвах, потерял свои завоевания. Другой одержал в западной Греции ряд побед и осадил Месолонгион; но несогласованность действий турецких полководцев и дипломатическое искусство 
 Маркоса Боцариса, сумевшего переговорами затянуть время до прибытия подкреплений, привели к тому, что штурм был отбит с большим уроном для турок. Турецкий флот произвёл резню на острове Хиос под тем предлогом, что там была сделана попытка к восстанию; насчитывали до 23 000 убитых, до 47 000 проданных в рабство. Через два месяца хиосская резня была отомщена: моряку Константину Канарису с 33 товарищами удалось сжечь несколько турецких кораблей в Хиосском проливе. Турки отплатили новой резнёй на Хиосе, после которой христианское население острова упало со 100 000 до 1800.
В 1823 году новым главой греческого правительства был избран бей Мореи Петр Мавромихали (более известный как Петро-бей). Основная часть правительства из 5 членов была представителями так называемой «городской партии», выступавшей за объединение Греции и управление из единого центра. Единственный представитель «военной партии», выступавшей за партизанскую войну и независимое территориальное управление, был Теодор Колокотронис. Нестабильность, раздираемого противоречиями, правительства  привели к утрате им доверия и выборам нового, во главе с Георгием Кундуриотисом. Это, в свою очередь, привело к вооружённому противостоянию двух греческих группировок. Верх одержало правительство Кундуриотиса, которое смогло договориться с лондонскими банкирами о займе. Сторонники Колокотрониса были разгромлены войсками под командованием Андрея Заимиса, сам он был заключён на острове Идра (18 января 1825). Другой глава недовольных, Одиссей Андруцос, перешёл к туркам, но был взят в плен и погиб в тюрьме.
Турция не прекращала попыток восстановить свою власть над Грецией, но безуспешно.
В европейском обществе борьба за освобождение Греции вызывала глубокое сочувствие, все более и более возраставшее. В Англии, Германии, во Франции, даже в Соединённых Штатах образовались комитеты филэллинов, собиравшие деньги и отправлявшие добровольцев в Грецию; в этих комитетах принимали участие люди самых различных политических направлений. Немало европейцев сражалось в рядах греков. В конце 1823 года в Грецию приехал лорд Байрон; следуя указаниям своего друга Маврокордатоса, он направился с навербованным им отрядом в блокируемый тогда Месолонгион, но прибыл туда, когда блокада была уже снята. Его прибытие вызвало взрыв восторга в Греции и в Европе и вместе с тем увеличило престиж правительственной партии, сторонником которой он себя заявил. Её противники, хорошо понимая значение Байрона, употребляли все усилия, чтобы привлечь его на свою сторону, но неудачно. Преждевременная смерть Байрона (19 апреля 1824 н. ст.) только упрочила сочувствие Европы к Греции. Ещё раньше (1822) благоприятным для Греции обстоятельством была смерть лорда Лондондерри (Каслри) и замена его Джорджем Каннингом, давно известным своим филэлленизмом. В 1823 году Англия признала Грецию воюющей державою. Однако когда народное собрание в августе 1825 года постановило поставить Грецию под исключительное покровительство Англии, то Каннинг отказался от этого, опасаясь войны с Турцией, а рекомендовал Греции обратиться к заступничеству держав, на которые он обещал влиять в сочувственном грекам направлении.

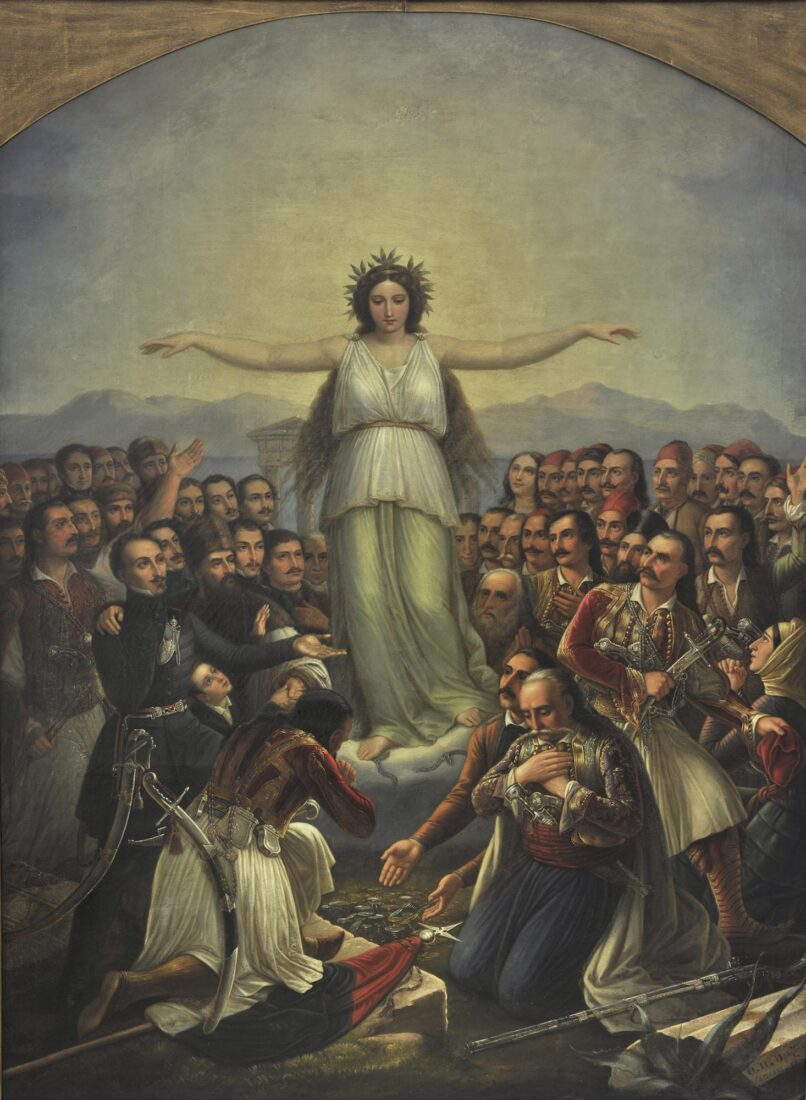
«Благодарная Греция» (среди героев Освободительной войны), картина Теодороса Вризакиса

- 13 октября 1824 года новое народное собрание, собравшееся в Нафплионе, выбрало вновь Контуриотти главой правительства. Турция заручилась поддержкой османского Египта, который отправил к берегам Мореи флот под начальством Ибрагима-паши. Вслед за тем  греческий флот под начальством Миаулиса нанёс туркам и египтянам несколько поражений и принудил их удалиться.
- В феврале 1825 года Ибрагим-паша снова явился в Морею, захватил Модон, Корон и Наварин; к концу 1825 почти вся Морея была в его руках. Только с Миссолунги пришлось с большими потерями снять осаду. Для торговли многочисленными греческими пленными в Модоне образовался значительный невольничий рынок. Во главе греческого ополчения был вновь поставлен Колокотрони (1825), но деятельность его была далеко не так успешна.
- 22 апреля 1826 года пал Миссолунги; население его вырезано чуть не поголовно. 15 августа взяты Афины. В  Морее держалось несколько городов, и острова по большей части не были ещё покорены; но опасность для многих из них была так велика, что жители Специи, например, переселились на лучше укреплённую Идру. В стране царили хаос и разруха,  Подати и частные пожертвования на ведение войны поступали плохо. Доходы правительства упали с 5 1/2 млн пиастров (1825) до 1 1/2 млн (1826) и грозили упасть ещё больше. Правительство, во главе которого стоял теперь Заимис, выбранный на этот пост на эпидаврском народном собрании 1826 года, переселилось на остров Эгину, но безденежьем и отсутствием войска было совсем парализовано. Только флот под начальством Миаулиса ещё держался.
- 1 апреля 1827 года собралось в Трезене новое народное собрание. Вопреки желанию Колокотрони было постановлено передать главное начальство над сухопутными войсками англичанину Чёрчу, над флотом — тоже англичанину, лорду Кокрейну (англ. Cochrane); которому Миаулис согласился подчиниться. Когда зашла речь о выборе правительства, то решено было передать власть на 7 лет одному лицу, и этим лицом был выбран по настоянию Колокотрони не Маврокордато, за которого стояли, между прочим, англичане, а граф Каподистрия (11 апреля 1827 года). Надежды, возлагавшиеся собранием на новых вождей, не оправдались. Чёрч, спешивший на помощь Акрополю, был разбит при Фалере и приказал сдать Акрополь. Гарнизон неохотно и не сразу, но подчинился (5 июня 1827 года). Спасение на этот раз пришло извне. Политика императора Николая I вопреки всеобщим ожиданиям оказалась гораздо враждебнее к Турции и дружественнее к Греции и к её покровительнице Англии, чем политика его предшественника Александра, подчинявшегося влиянию Меттерниха За это время у Франции произошло столкновение с зависевшим от Порты алжирским беем; поэтому и она стала на сторону Греции. 6 июля 1827 года представителями Англии, Франции и России была подписана конвенция, в которой решено было настаивать на немедленном заключении перемирия между Портою и греками. В секретной статье было условлено, что если Порта или греки не примут в течение месяца перемирия, то державы употребят все усилия, чтобы добиться прекращения военных действий. Турция с прежней решительностью отвергла предложение союзных держав. Соединённый флот Англии, Франции и России в ходе Наваринского сражения полностью разгромил турецкую эскадру.

- В мае 1828 году русские войска перешли Прут. В августе французский корпус в 14 000 человек высадился на берегах Мореи и изгнал оттуда турецко-египетскую армию Ибрагима-паши.
- В 1829 года Чёрч взял Миссолунги и положил конец войне. По Адрианопольскому трактату Турция согласилась на условия, принятые союзными державами на лондонской конференции 22 марта того же года. Эта конференция назначила размер греческой дани в 1 1/2 млн турецких пиастров; определила границы Греции на континенте линиею между заливами Арто и Воло; из островов отдала Греции, кроме прибрежных, Негропонт и Циклады, и постановила, что Турция будет «принимать участие» в выборе «наследственного главы Греции», который будет получать свою инвеституру в Константинополе.
- В 1830 году произошло признание независимости Греции на лондонской конференции. Главою её правительства был граф Иоанн Каподистрия. Каподистрия провёл административную реформу, усилив вертикаль власти. Налоги, деспотизм эпитропов, наконец неплатёж жалованья солдатам вызвал в 1830 году ряд бунтов, вылившихся в 1831 в революцию. В июле этого года Миаулис с взбунтовавшимся флотом был у берегов Мореи, Каподистрия обратился к помощи русского адмирала, стоявшего в архипелаге. Миаулис, опасаясь, что греческий флот попадет в руки русских, сам сжег его и удалился на острова; греческое морское могущество было этим уничтожено.
- В 1831 году Иоанн Каподистрия был убит одним из членов семьи Мавромихали. Созванное ещё Каподистрией, но собравшееся в Навплии уже после его смерти народное собрание вручило власть Августу Каподистрии, брату убитого президента; но вслед за тем образовалось другое правительство с Колеттисом во главе, которое после нескольких месяцев войны принудило Августа Каподистрию (9 апреля 1832 года) отречься от власти и уехать за границу. Власть ненадолго перешла к комиссии, составленной из представителей обеих партий.

## Правление короля Оттона I (1833—1862)

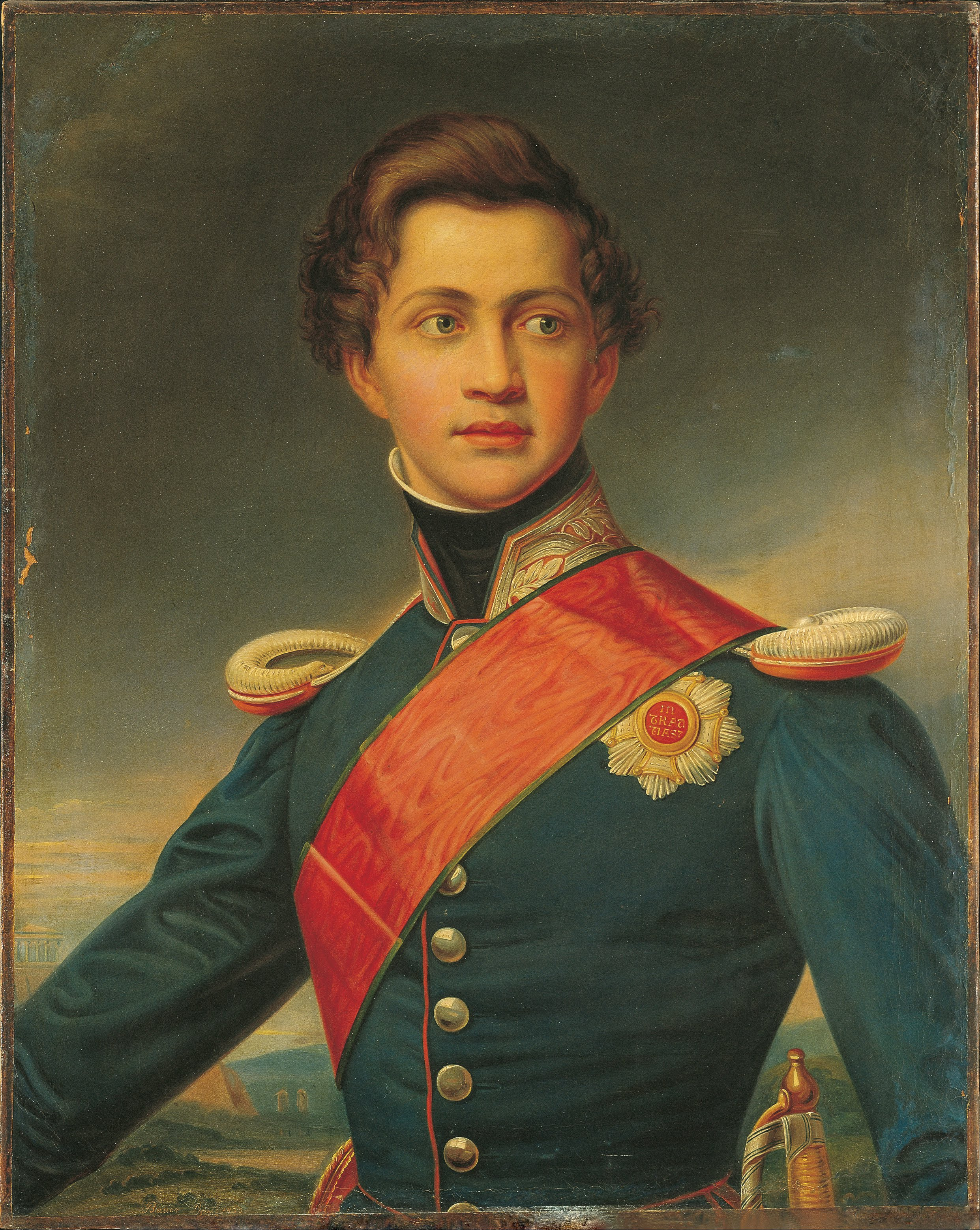
Оттон, первый король современной Греции

В 1832 году союзные державы предложили на греческий престол кандидатуру 17-летнего баварского принца Оттона. Его отцу, Людвигу I (Баварскому), было предложено назначить трёх регентов.
Вместе с тем державы вновь расширили границы Греции, предоставив ей Акарнанию и проведя пограничную черту между заливами Воло и Арто. Фессалия, Эпир, Самос, Кандия (остров Крит), населённые греками, оставлены под властью Турции. За уступку Акарнании Греция должна была уплатить Турции единовременно 40 млн пиастров (= 14,92 млн драхм). Благодаря гарантии держав Греции удалось заключить заём на сумму 63 924 559 драхм (драхма тогда была несколько меньше франка), из которой, впрочем, в греческое казначейство поступило меньше половины. Впоследствии большую часть этого займа выплатили державы-поручительницы.
8 августа 1832 года народное собрание (в Навплии) единогласно выбрало королём предложенного кандидата.
30 января 1833 года Оттон с тремя регентами-баварцами и вспомогательным баварским отрядом в 3500 человек высадился в Нафплионе. Одним из первых дел нового правительства была окончательная отмена местного самоуправления: димогеронты обратились в назначаемых чиновников. Столица королевства была перенесена из Навплии в Афины, по соображениям более историческим, чем политическим. Суровые меры против печати продолжались, хотя налагались в судебном порядке; чтобы добиться нужных приговоров, правительство смещало судей и назначало новых, иногда перед самым процессом. Один из регентов, профессор фон Маурер (нем. Georg Ludwig von Maurer), протестовал против подобных мер, но был заменён другим. Больше всего правительство обращало внимание на организацию армии и на восстановление внутреннего спокойствия; постоянно посылались войска для уничтожения разбойничьих банд, но на место уничтоженных появлялись новые. Тяжёлые и плохо распределённые налоги разоряли целые округа и обращали жителей из мирных крестьян в клефтов. Общее недовольство выражалось также длинным рядом заговоров, направленных к низвержению регентства. В 1834 году за участие в таком заговоре Т. Колокотрони был приговорен к 20-летнему тюремному заключению, но затем помилован.
1 июля 1835 года в управление вступил сам Оттон. Власть осталась в руках одного из регентов, графа Иосифа Людвига Армансперга, назначенного первым министром. Народное собрание по-прежнему не созывалось вопреки обязательствам, данным баварским правительством. Министры, однако, беспрестанно менялись, даже и тогда, когда (декабрь 1837) король, уступая давлению общественного мнения, исключил баварцев и вообще иностранцев из состава кабинета. Объяснялось это ожесточенною борьбою трёх партий: английской, французской и русской. Роль национальной (демократической) партии, протестовавшей против централизма и бюрократии, долго была совершенно ничтожна. Только в 1843 году при сильной поддержке прорусской партии она произвела вооружённое восстание. Испуганный король уступил, не доводя до кровопролития. Было сформировано министерство Метаксы (сторонника русской партии) и созвано народное собрание, занявшееся выработкой конституции. В марте 1844 года она вступила в действие. Оставляя исполнительную власть за королём, она делила законодательную между ним и парламентом и делала министров ответственными перед последним; она признавала равенство перед законом, личную свободу, свободу совести и печати, несменяемость судей, бесплатность низшего и высшего образования и отменяла конфискацию. Парламент в то время состоял из двух палат: палаты депутатов и сената. Право голоса для выбора депутатов обусловливалось имущественным цензом; члены сената назначались королём. Следующие 20 лет представляют ряд систематических нарушений конституции, причём исполнительная власть находила поддержку не только в сенате, но и в палате депутатов, выражавшей в силу избирательного закона интересы зажиточных классов и выбираемой всегда под сильным полицейским давлением.
Политика государства по-прежнему отражала на себе победу при дворе той или иной из иностранных партий. Русская партия, имевшая целью принудить короля к отречению, потеряла все плоды переворота, когда его результатом явилась конституция. Немедленно после её принятия кабинет Андреаса Метаксы должен был выйти в отставку, и в 1844 его место занял кабинет А. Маврокордато, сторонника Англии, скоро уступивший место И. Колетти (французской партии). Недовольное этим британское правительство обратилось к Греции с нотой, указывавшей на усиление в ней разбойничества, отсутствие безопасности, излишне снисходительное отношение к вождям банд. Колетти возражал в резкой форме; тогда Англия потребовала уплаты процентов по гарантированной ею части долга 1832 года. Требование это было совершенно неисполнимо. Правда, бюджеты сводились в это время без дефицитов, но только потому, что Греция ничего не платила по заграничным долгам. Податные тягости были таковы, что не допускали дальнейшего возвышения. Это объяснялось крупными издержками на войско и флот, зависевшими, в свою очередь, не столько от международного положения Греции, сколько от той роли, какую играла военная (или русская) партия. Министерство просило Англию об отсрочке; оно обещало начать уплату процентов с 1848 года, и то не сразу, а постепенно. Сообразно с этим оно проектировало новую систему налогов, которая, однако, не была принята палатой; Англия, с своей стороны, отвергла предложение Колетти (между тем умершего).
Февральская революция 1848 ослабила силу французской партии. Начался длинный ряд правительственных кризисов; но правительства, даже состоявшие из бывших сторонников английской партии, не обнаруживали уступчивости требованиям Англии. «Случай с Пачифико» ещё более обострил отношения обеих держав. Греция исполнила, наконец, требование Пальмерстона о вознаграждении Пачифико; но Англия зато уступила относительно уплаты процентов. В это же время был покончен и затянувшийся церковный конфликт.
В 1834 году греческое правительство объявило церковь в Элладе независимой от константинопольского патриарха, власть над нею была передана синоду, учреждённому в Афинах. Русская партия признавала эту меру незаконной и схизматической: но, несмотря на её ожесточенную оппозицию в народном собрании, конституция 1844 года санкционировала её. Вселенский Патриарх Анфим IV признал её, с некоторыми ограничениями, лишь в 1850 году. В 1852 году на обсуждение парламента был предложен законопроект об организации синода. Основным его положением было подчинение синода верховной власти короля, вследствие чего православная церковь должна была подчиниться католику. Этим противоречием, неизбежно вытекавшим из положения дел, воспользовалась русская партия, недовольная уступчивостью патриарха. По всей стране началась усиленная агитация, последствием которой было изменение законопроекта, коснувшееся, впрочем, больше формы, чем существа дела. О верховной власти короля над церковью в законе не говорится, но de facto эта власть чрезвычайно велика: король назначает в синод своего комиссара, который присутствует в его заседаниях и без подписи которого постановления синода недействительны. Состав синода также зависит от короля, так как высшие духовные должности замещаются королём из тройного списка кандидатов, представляемого синодом. Епископы получают жалованье от государства; низшее духовенство государством не оплачивается, а должно существовать на требы. Король, женившийся в 1836 году на Амалии, принцессе Ольденбургской, не имел детей. Наследником его, за отказом брата его Луитпольда переменить религию, был признан младший его брат, принц Адальберт, который сохранил за собою право перейти в православие лишь при вступлении на греческий престол (по Конституции 1844 года неправославным мог быть только первый избранный король).
Дипломатические отношения Греции с Турцией были восстановлены ещё в 1834 году, но особенно дружественными они не были. Идея панэллинизма была очень сильна в стране, насильственно разорванной на несколько частей, а потому отношения с Турцией нередко обострялись. В 1853 году, когда началась русско-турецкая война, в Греции господствовала уверенность, что настал последний час Турции; появилась надежда на территориальное расширение Греции. В Фессалию, Эпир и Македонию двинулись толпы добровольцев, организовать восстание. На свои дипломатические представления Порта получила крайне уклончивый ответ, который привел к разрыву дипломатических сношений. Греция стала готовиться к войне, но на защиту Порты выступили Франция и Англия; когда энергическая их нота не произвела впечатления, в Пирее появился их флот, а на греческую почву высадились их войска (май 1854). Ввиду этого король должен был дать обязательство сохранять строжайший нейтралитет. Внутреннее положение Греции после Восточной войны было очень печально. Ещё в 1852 году сильный неурожай винограда подорвал благосостояние сельского населения; в 1853 году случилось землетрясение, в следующем — свирепствовала холера. Целые округа обнищали, увеличилось разбойничество, упала торговля; крайне затруднительным сделалось положение финансов. Во время обсуждения греческого вопроса на парижском конгрессе Франция и Англия заявили о согласии очистить Грецию от своих войск и флота лишь на условии, что греческое правительство гарантирует приведение страны в более нормальное положение. Этого требования правительство исполнить не могло, и потому иностранные войска оставались в Греции до 1857 года Комиссия из представителей 3 держав, изучив состояние греческих финансов, нашла, что Греция может выплачивать по 900 000 драхм ежегодно для погашения гарантированного долга (о процентах уже не было и речи). Правительство согласилось с этим, но только через два года сделало первый взнос и затем снова на несколько лет прекратило платежи.
Сильное влияние на судьбу Греции в это время обнаружили события на Ионийских островах. Эти острова, в прежнее время объект борьбы между Венецианской республикой и Турцией, были завоеваны генералом Бонапарте, потом освобождены адмиралом Ушаковым и объявлены самостоятельной республикой. На венском конгрессе решено было признать над ними протекторат Англии; они остались республикой, президентом которой был de facto лорд-комиссар, посылаемый Англией, в его руках находились военные силы республики. В международных сношениях острова также составляли часть Англии. Единство национальное, общность торговых и политических интересов неизбежно поддерживали на островах стремление присоединиться к Греции, и это стремление находило отклик в самой Греции. В 1848 году оно выразилось даже в вооружённом восстании, которое, однако, легко было подавлено. Умеренно-либеральные реформы, предпринятые Англией, не примирили население с её господством, хотя во время Крымской войны Англия признала за островами право на нейтралитет и соответственно с этим действовала даже тогда, когда захватывала ионийские суда с военной контрабандой. После войны в самой Англии возникло сильное течение за отдачу островов Греции. Сам лорд-комиссар в 1857 году предлагал английскому кабинету эту меру, настаивая лишь на удержании за Англией Корфу и Наксоса как колоний и военных пунктов. Ответом со стороны правительства послужила посылка Гладстона в качестве чрезвычайного лорда-комиссара для исследования положения о-вов. Гладстон выразил полнейшее сочувствие стремлению ионийских греков и взялся передать английской королеве резолюцию, единогласно вотированную ионийским парламентом (27 января 1859 года), что «единственное и единодушное желание ионийского народа состояло и состоит в соединения с Греческим королевством». Английское правительство, однако, ответило отказом. Парламент островов отказался, в виде протеста, обсуждать предложенную ему реформу внутреннего управления, за что и был распущен лордом-комиссаром. Новые выборы дали тот же состав палаты, и конфликт возобновился. 23 мая 1862 года парламент обратился к Англии и державам с заявлением о «непременном желании народа быть присоединенным к свободной Греции». Всё это глубоко волновало население Греции, негодовавшее на своё правительство за его неспособность разрешить ионийский вопрос.
Экономическое и финансовое расстройство страны, уменьшение безопасности личности и собственности (от усиления разбоев), систематическое нарушение конституции, бессилие осуществить национальную мечту народа — все это, вместе взятое, не могло создать популярности королю, которому к тому же не прощали его иностранное происхождение. Недовольство выразилось в покушении студента Аристида Друзио на жизнь королевы Греции, Амалии, произошедшем 18 сентября 1861 года, когда королева выполняла роль регентши. Следует отметить, что Амалия была красивой, энергичной, властной и деспотичной женщиной, оказывавшей сильное влияние на короля и всю греческую политику, многие возлагали ответственность за направление греческой политики на неё даже в большей степени, чем на самого короля. Военный заговор, открытый в июне 1861 года, имел разветвления по всей Греции; обнаружен был и целый ряд менее важных заговоров. Эти события произвели впечатление на короля. Он не пытался подавить заговоры строгостью — напротив, легко миловал и охотно смягчал наказания виновным; самому Друзио смертная казнь была заменена пожизненным заключением в крепость. В январе 1862 года король поручил составление кабинета адмиралу Канарису (греч. Κωνσταντίνος Κανάρης); но когда тот представил ему свою программу, сводившуюся к реформе избирательного закона, к военной реформе (образованию национальной гвардии), к действительной, а не фиктивной свободе печати, к строгому исполнению конституции, то король испугался и поставил во главе министерства Миаулиса (1 февраля). Как бы ответом на это было восстание (13 февраля) гарнизона в Навплии. Мятежники образовали временное правительство, но после двухмесячной борьбы правительство принудило гарнизон к сдаче. Бунт повел к падению министерства; новое министерство обещало строгое исполнение конституции, но в действительности было готово только на энергичную внешнюю политику. Революционное брожение не улеглось. 19 октября, когда король с королевой совершал поездку по Морее, вспыхнуло восстание в Войнице (в Акарнании): на следующий день оно перенеслось через Коринфский залив в Патрас; затем им были охвачены Коринф и Афины. 28 октября в Афинах, где к бунтовавшим войскам присоединилась масса народа, было выбрано временное правительство. Во главе его оказались старые борцы за независимость, Димитрий Булгарис (греч. Δημήτριος Βούλγαρης) и Константин Канарис, а также Бенизелос Руфо (греч. Μπενιζέλος Ρούφος) из Патраса. Оно объявило короля Оттона низложенным и декретировало созыв учредительного собрания. На следующий день король с королевой явились в Пирейской гавани; но временное правительство было уже повсюду признано. Поэтому король удалился на Саламин; туда к нему явились иностранные посланники и убедили не начинать безнадёжной борьбы.

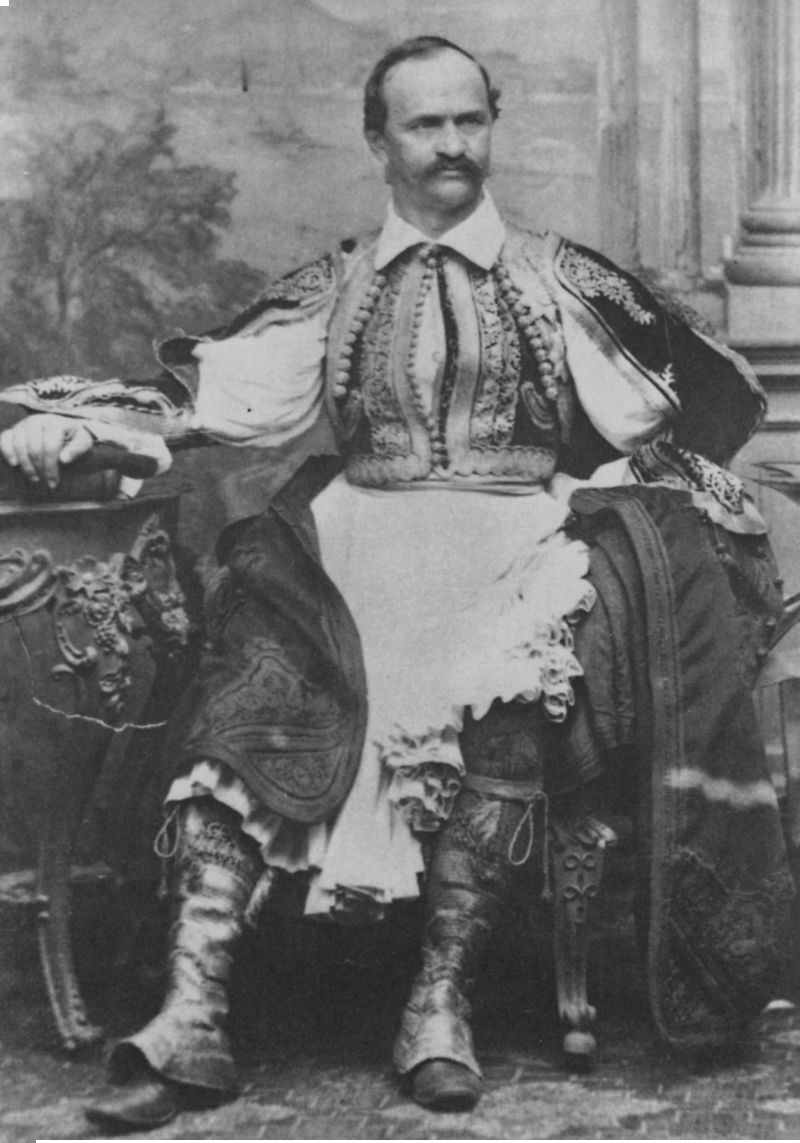
Оттон, изгнанный в Баварию, 1865 г. (за 2 года до смерти)

24 октября 1862 года Оттон отрёкся от престола. В самой Греции многими была выдвинута кандидатура принца Альфреда, второго сына королевы Виктории. Россия предложила кандидатуру 19-летнего герцога Николая Лейхтенбергского, сына Максимилиана Лейхтенбергского, внука Николая I). Временное правительство постановило решить вопрос плебисцитом. Голосование, происходившее 5-12 декабря, дало подавляющее большинство (230 016 голосов) за принца Альфреда; остальные 10 685 голосов разбились между герцогом Лейхтенбергским (2400), «православным королём», русским царём, просто «королём», республикой и т. д. Пока шло голосование, Англия, Франция и Россия решили не нарушать постановлений 1827 и 1830 годов, по которым греческим королём не может быть член династий, царствующих в державах-покровительницах. Этим устранялись кандидатуры и принца Альфреда, и герцога Лейхтенбергского. 24 декабря английский посланник объявил временному правительству, что если Греция выберет себе короля, против которого Англия не будет иметь серьёзных возражений, то она готова уступить Греции Ионийские острова. Затем Англия предложила Фердинанда, короля португальского, и герцога Саксен-Кобургского, но они оба отказались от предложенной им короны. Тогда возникла мысль о кандидатуре Георга, второго сына Христиана, принца Гольштейн-Глюксбургского (впоследствии короля датского). Слабое сопротивление России, вызванное между прочим родством принца Георга с английским королевским домом (его сестра — принцесса Уэльская), продолжалось недолго. Образовавшееся после ожесточенной выборной борьбы учредительное собрание, утвердив низложение баварской династии, с радостью и единогласно выбрало (30 марта 1863 года) королём принца датского. 13 июля державы-покровительницы трактатом, подписанным ими и Данией, признали корону Греции принадлежащей наследственно королю Георгу I. 31 октября 1863 года молодой король в народном собрании принёс присягу на верность Конституции.

## Правление короляГеорга I(1863—1913)

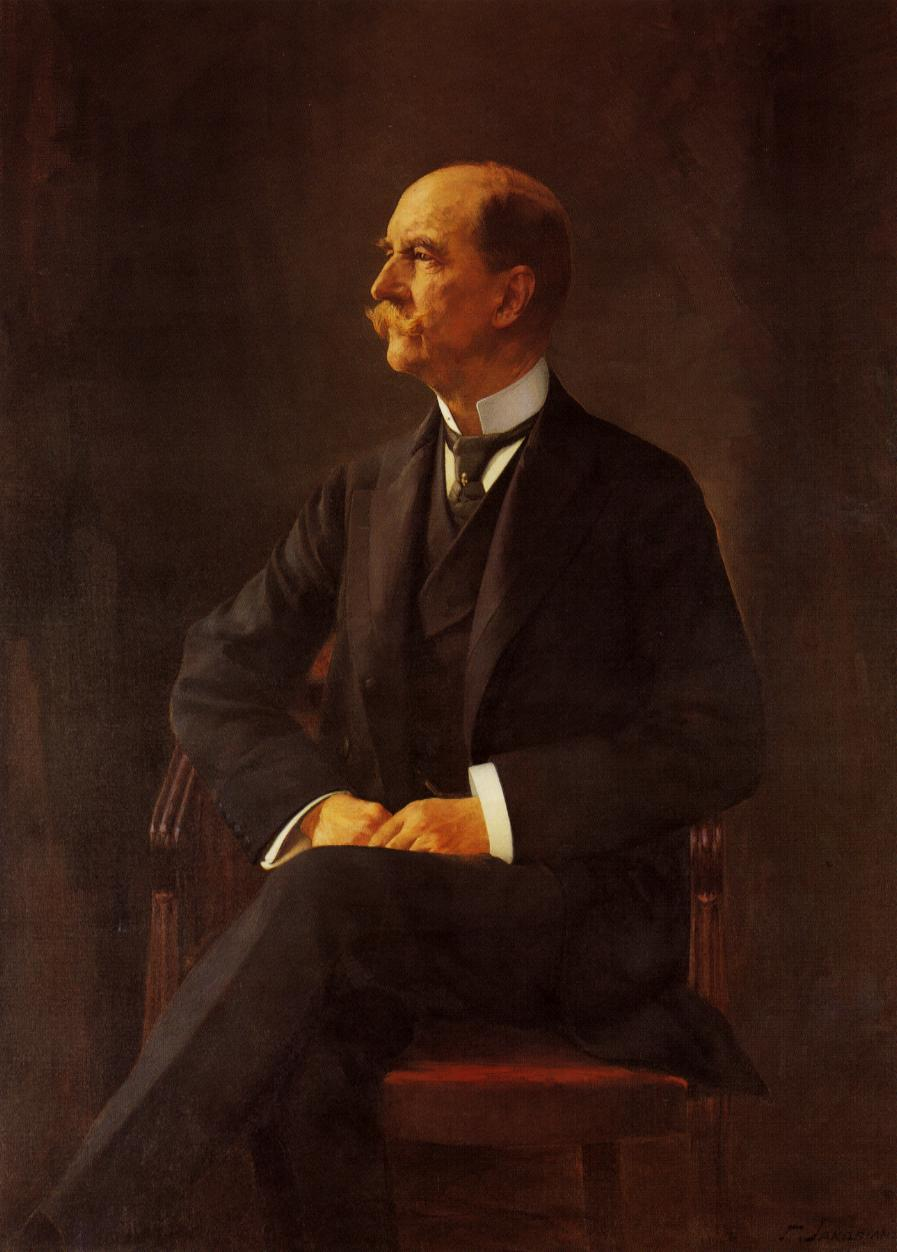
Георг I (портрет кисти Георгиоса Яковидиса)

30 мая 1864 года английский лорд-комиссар передал власть над Ионийскими островами греческому королевскому уполномоченному. 80 ионийских депутатов вошли в афинский парламент. Население Греции увеличилось на 200 000 человек. Новые её владения были к тому же не так разорены, как остальная часть королевства.
Отношения короля к народному представительству начались с резкого конфликта (при короле в это время состоял ещё советником прибывший с ним граф Споннек). Палата выработала проект новой конституции, отменявшей, между прочим, сенат. Король не согласился на эту меру, значительно ослаблявшую его власть. Тогда палата, не вотировав бюджета, разошлась. Король некоторое время упорствовал, но затем уступил совершенно, и с тех пор постоянно, за исключением разве эпохи конфликта 1875 года, действовал на точном основании конституции. В продолжение всего царствования Георга финансовое расстройство было главным бедствием, удручавшим Грецию. Добывающая и обрабатывающая промышленность Греции развивается, торговые её обороты увеличиваются, богатство её растёт; тем не менее росписи её лишь в редкие годы сводятся без дефицитов. В начале царствования Георга ни проценты по займу 1832 года, ни погашение не уплачивалось, а нередко даже задерживалось жалованье чиновникам. Тем не менее министерство Константина Канариса, нуждаясь в кредите, сочло патриотической обязанностью признать подлежащим выплате и долг 1824-25 годов, хотя за неимением наличных денег признало его «отложенным» на неопределённое время. В 1867 году внешние осложнения заставили Грецию прибегнуть к новому займу в 25 млн драхм, который, несмотря на неблагоприятные условия, удался. Деньги были употреблены на приобретение оружия и приведение в боевую готовность кораблей. Затем с 1876 года долг быстро начинает расти. Вследствие плохого состояния финансов разбойничество до сих пор не только играет важную роль во внутренней жизни страны, но даже грозит ей по временам международными осложнениями. Расследование убийства у самых Афин трёх англичан и одного итальянца в 1870 году, показало, что разбойничья организация имела разветвления по всей Греции и захватывала многих, по-видимому мирных, граждан. 1874 и 1875 годы были годами последовательных министерских кризисов; один из них вызвал даже резкий конфликт между правительством и парламентом. Министерство Булгариса, потерпев поражение в палате, отказалось выйти в отставку. Оппозиция ответила на это выходом из палаты (20 декабря 1874), чем лишила её права делать постановления. Однако палата продолжала свою законодательную деятельность, и король санкционировал её решения, становясь, таким образом, на сторону министерства. Под давлением общественного мнения палата была наконец распущена. Все члены министерства Булгариса были преданы суду за нарушение конституции. Суд присудил их к выговору: только два министра подверглись более строгому взысканию, так как они были уличены в торговле архиепископскими местами.
Главные международные осложнения, которые пришлось пережить Греции в царствование Георга I, обусловливались стремлением Греции присоединить турецкие провинции, населённые греками. Положение на Крите издавна было особенно печально. Турецкое правительство совсем не могло обуздывать здесь янычар, состоявших из критских ренегатов; нигде христиане не были так унижаемы, как здесь. При освобождении Греции державы, опасаясь дать новому королевству слишком большое морское могущество, оставили Крит во власти Порты. С тех пор положение христиан улучшилось здесь очень мало, и потому жители острова не меньше мечтали о соединении с родной Грецией, чем жители Ионийских островов. В 1866 году на Крите вспыхнуло восстание. Началась трёхлетняя война, своим ожесточением напомнившая восстание двадцатых годов. В Греции она отозвалась собиранием денег в пользу инсургентов, отправкой отрядов добровольцев. Правительство не могло и не хотело препятствовать этому; в ноябре 1868 года министр иностранных дел Делианис прямо заявил в палате, что его политика направлена к присоединению Крита. Угрожающая нота Порты не произвела впечатления. Тогда Порта предложила греческому посланнику оставить Константинополь, изгнала греческих подданных со своей территории и начала блокировать греч. гавани; в Фессалии была расположена армия под начальством Омера-паши, готовая двинуться на Грецию, которая тоже готовилась к войне. Консервативное правительство Дерби-Дизраэли, в это время управлявшее Англией, высказалось решительно против какого бы то ни было уменьшения прав или территории Порты; министр иностранных дел лорд Стенли (англ. Edward Stanley) запретил даже капитанам судов английского флота перевозить с Крита бегущих оттуда женщин и детей, так как подобные факты были поняты народом не как простой акт гуманности, а как выражение симпатии делу инсургентов со стороны английского правительства. Либеральное правительство Гладстона, образовавшееся в декабре 1868 года, не решилось поддержать притязания Греции на Крит.
По предложению Бисмарка, в интересы которого не входила тогда война на Балканском полуострове, представители держав, подписавших парижский мир 1856 года, собрались 9 января 1869 года на конференцию в Париже для обсуждения греческого вопроса. Между членами конференции был представитель Порты и не было представителя Греции. Князь А. М. Горчаков возмущался этим нарушением равноправности сторон, но не сделал ничего, чтобы его устранить. Конференция признала основательными требования Порты, чтобы Греция препятствовала образованию партий добровольцев на своей территории и не допускала в свои гавани кораблей, занимающихся доставкой контрабанды инсургентам. Греции пришлось уступить. Дипломатические сношения с Турцией восстановились. Крит был покорён.
Когда в конце 1876 году сербская война отразилась волнениями в Фессалии и Эпире и когда оттуда начали доходить вести о варварствах турок, Грецию охватило сильное возбуждение; идея панэлленизма снова овладела умами и нашла горячее выражение в печати, в бесчисленных митингах и петициях. Палата вотировала экстраординарный кредит в 10 млн драхм на военные приготовления и приняла предложение о призыве под ружье 120 000 человек (при менее чем 2-млн. населении страны), а в начале 1877 года приняла закон о всеобщей воинской повинности. Образовалось коалиционное м-во, в состав которого вошли вожди всех партий. В апреле 1877 года Россия объявила войну Турции. Момент был для Греции удобный; но глава английского правительства, лорд Биконсфильд, заявил, что движение греческих войск через границу вызовет немедленное занятие Пирея. Греция продолжала, однако, служить убежищем для фессалийских беглецов, множество которых поступало в качестве добровольцев в греческую армию. Турецкий посланник потребовал объяснений; правительство ответило ему в успокоительном тоне. Новые зверства в Фессалии вызвали уличные волнения в Афинах. 4 августа Трикупис заявил державам, что если Турция не обуздает своих «черкесов», то Греция будет вынуждена объявить войну. Порта в ответ на это угрожала двинуть войска на Афины, если Греция не прекратит своих военных приготовлений. Угрозу, однако, было бы трудно выполнить, так как все силы Турции были поглощены войной с Россией. Тем не менее Греция медлила под влиянием угроз Биконсфильда. Наконец новое и уже однородное министерство Кумундуроса, образовавшееся 23 января 1878 года, 2 февраля двинуло в Фессалию корпус в 12 000 чел., но уже 7 февраля приказало ему вернуться, так как адрианопольское перемирие дало Турции возможность отправить и войско в Фессалию, и панцирный флот в Пирей, да и посланники великих держав решительно потребовали прекращения военных действий.

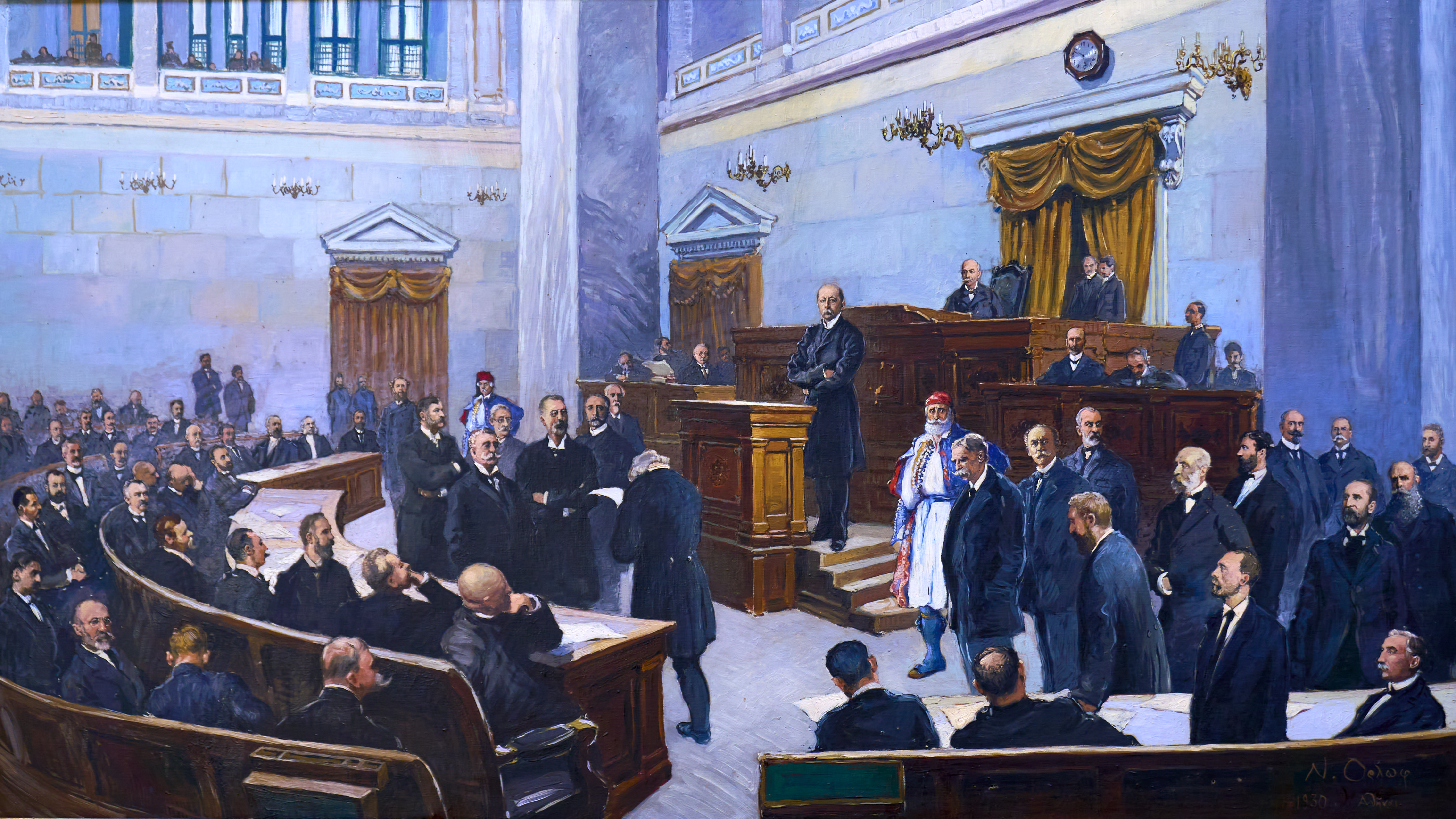
Греческий парламент 1880-х. На трибуне — Харилаос Трикупис.

Греция просила у держав разрешения иметь представителей на берлинском конгрессе, но в этом ей было отказано. Только 27 июня 1878 года, когда обсуждался греческий вопрос, её представители (мин. иностр. дел Делианис и берл. посланник Рангабе) были приглашены на заседание конгресса для выражения желаний Греции. Зато Греция нашла горячего защитника в лице французского уполномоченного Ваддингтона. Делианис ввиду безнадёжности слишком больших требований просил конгресс, чтобы Греции были уступлены Фессалия, Эпир и Крит. Ваддингтон настаивал на отдаче Фессалии и Эпира как провинций, которые являются источником слабости для Порты, а для Греции явятся источником силы. Против этого решительно высказалась Англия. В результате конгресс рекомендовал Порте уступить Греции часть Эпира и Фессалии до рек Каламаса и Саламбрии. Крит, опять волновавшийся, безусловно оставлен в распоряжении Турции. Все это обостряло отношения между Портой и Грецией и тяжело отзывалось на греческих финансах. Государственные расходы Греции с 39 млн в 1876 году поднялись до 113 млн в 1881. Отсюда миролюбие нового министерства Трикуписа, образовавшегося 18 марта 1880 года. В Англии, между тем, Биконсфильда сменил Гладстон, по почину которого была созвана в Берлине конференция (16 июня — 1 июля 1880) по греческому вопросу. Она не привела ни к чему, так как Порта решительно заявила, что не отдаст Греции Лариссу и Янину. Неуступчивость Турции принудила Грецию держать свои войска по-прежнему готовыми.
Наконец и в Турции поколебался воинственный дух; она сама созвала державы на конференцию в Константинополь (6 марта 1881) и согласилась отдать Греции часть Фессалии к югу от р. Саламбрии и часть Эпира к Востоку от р. Арты с городами Лариссой и Трикалой, но без Метцова и Янины; при этом Турция настояла на условии, чтобы укрепления Превеза и Пунта, охраняющие вход в залив Арто, были срыты в 3-месячный срок. Греция согласилась, и в ноябре 1881 года население её увеличилось на 300 000 душ. Таким образом был сделан второй важный шаг для осуществления стремлений панэлленизма, хотя и далеко не такой решительный, как надеялись греки: две важные части Эпира и Фессалии, Крит, Самос (не говоря уже о Македонии и Родосе, где население не чисто греческое) остались в руках Турции. Кипр в 1878 году перешёл к Англии, что вместе с образом действий Англии в 1869 и 1878 годах сильно ослабило симпатии греков к этой державе. Новое Болгарское государство своими притязаниями на Македонию явилось естественным и опасным соперником Греции. В 1885 году между ними вследствие соединения Болгарии с Восточной Румелией произошло обострение отношений, грозившее даже перейти в войну.
Греция, едва поправившаяся в течение 1860-х и 1870-х годов, вышла снова разорённой из событий 1876—1881 годов. Поэтому главной задачей её правительства было поправить её финансовое и экономическое положение. Но панэллинистические идеи слишком живы в народе и слишком часто получают новую поддержку от событий на Крите и в других греческих провинциях Порты, чтобы правительство могло не считаться с ними. Отсюда колебания между двумя противоположными, но тем не менее обязательными задачами, вызывавшие все министерские кризисы 80-х годов. Вождём партии, ставившей на первый план поднятие экономического благосостояния и финансов, был Трикупис, хотя и он в 1882 году открыто включил в свою программу осуществление панэллинистических стремлений. Вождём противной партии после смерти Кумундуроса (1883) является Делианис, который, однако, уступая давлению обстоятельств, воздержался от войны 7 февраля 1878 года, когда более горячие патриоты настойчиво её требовали. Трикупис, с небольшим промежутком в 1886 году остававшийся во главе управления с 1882 по 1890 годы, конвертировал окончательно признанные долги 1824—1825 годов, значительно увеличил число школ, приступил к значительным работам по укреплению берегов рек в Фессалии, постоянно грозящих наводнениями прибрежным долинам, построил несколько новых железных дорог, для чего заключил несколько займов на сумму больше 300 млн драхм.
В конце 1889 года началось восстание на Крите, заставшее врасплох правительство Трикуписа. Его газеты настойчиво советовали жителям острова потерпеть, так как всякий слишком поспешный шаг с их стороны ухудшает их же положение. Но убеждения не действовали ни на островитян, ни на турецких жандармов, которые повторяли зверства 1866 года. Оказалось, что все гарантии, данные Турцией на берлинском конгрессе, не имеют практического значения. В Греции начались митинги негодования, петиции палате и прочее, но в самой палате сдержанность Трикуписа нашла поддержку. Выборы, однако, низвергли осторожного министра, хотя в это время (1890) восстание было уже подавлено. На смену или в дополнение идеи панэллинизма начала понемногу выступать идея федерации балканских народов, носителем которой в Греции явился Трикупис. Враждебная ему партия решительно восставала против этой мысли, доказывая, что союза между Грецией и Болгарией быть не может, пока не решен македонский вопрос. Среди славян новая идея встретила также мало сочувствия. В феврале 1892 года деятельность министерства Делианиса была прервана совершенно неожиданным вмешательством короля. Быть может, заключая из неудачи Делианиса на муниципальных выборах об изменении общественного настроения, быть может, по личному несочувствию к направлению его политики, король потребовал от него выхода в отставку. Делианис не сразу подчинился, считая поступок короля не конституционным. Трикупис, опасаясь скомпрометировать себя, отказался составить кабинет при таких условиях, и это было поручено одному из его сторонников, Константинопулосу. Делианис через несколько дней уступил ему свой пост, несмотря на крайне возбуждённое и сочувственное к нему настроение афинского народа. Палата была распущена; новые выборы дали подавляющее большинство Трикупису, который и согласился после этого составить кабинет. Но в мае 1893 года ему пришлось вследствие неудачи займа подать в отставку. Не желая поручить составление кабинета Делианису, король обратился к Сотиропуло, образовавшему министерство неопределённого характера, многие члены которого не входят в состав парламента.
В 1896 году новое восстание на Крите вызвало в Греции сильное национальное движение. Правительство на этот раз дало втянуть себя в войну с Турцией, которая закончилась полным поражением греков. Благодаря вмешательству великих держав, Греция была спасена от территориальных потерь, но обязалась уплатить Турции военную контрибуцию в 4 млн турецких фунтов и ещё 100 тысяч фунтов частным лицам. Греция также должна была признать установления финансовой контрольной комиссии из представителей великих держав. С назначением международной финансовой комиссии государственное хозяйство было в некоторой степени упорядочено: дефициты исчезли, и проценты по государственным долгам начали выплачиваться вовремя. С 1899 года был проведен ряд реформ: налоговой системы, суда, администрации и школ. Борьба политических партий, которые группировались вокруг крупнейших политический деятелей — Теодороса Делиянниса и Харилаоса Трикуписа нередко выливалась в народные волнения, вызывавшие частые смены правительства.
С 1901 года усилилось стремление использовать волнения в Македонии в пользу идеям панэллинизма, но слабые греческие элементы в Македонии встречали отпор со стороны македонских славян, тяготевших к Болгарии.
10 июня 1905 года был издан новый избирательный закон, по которому число депутатов было уменьшено с 235 до 176, а также было введено всеобщее избирательное право для мужчин.
Революция 1905—1907 годов в России вызвала подъём национально-освободительного движения в Греции. Росло недовольство населения нерешительностью властей воспользоваться результатами Младотурецкой революции и присоединить Крит.
В 1909 году группа молодых офицеров, так называемая «Военная лига», захватила власть и в 1910 году передала пост премьер-министра лидеру критских либеральных националистов Элефтериосу Венизелосу. С ним во главе Греция создала мощный союз с Болгарией, Черногорией и Сербией. 

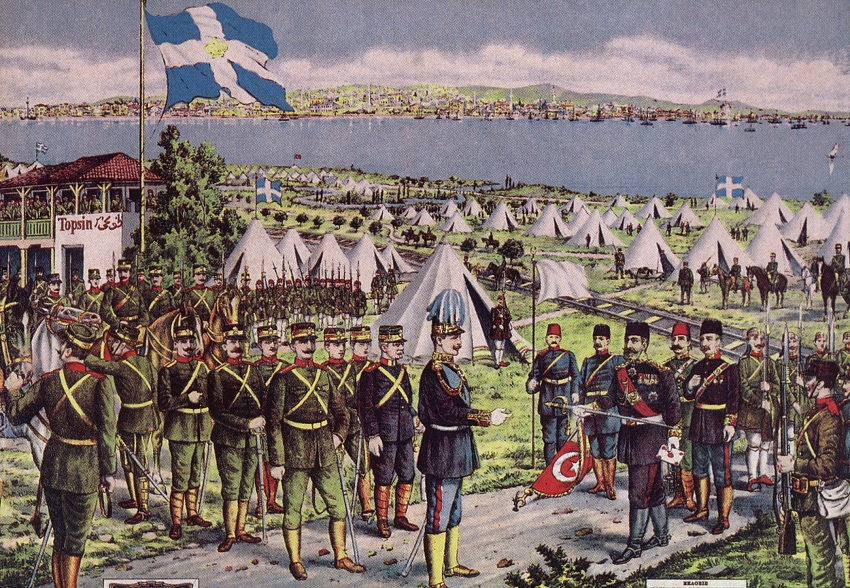
Таксин-паша сдаёт Салоники принцу Константину, 8 ноября 1912 года

Это позволило ей присоединить в результате Первой балканской войны 1912-13 годов Крит, Эпир, южную Македонию, часть Западной Фракии и ряд островов Эгейского моря. Площадь Греции увеличилась с 65 тысяч км² до 110 тысяч, а население — соответственно с 2,7 млн до 4,4 млн человек.
В 1913 году король Георг I был убит анархистом.

## Греция в Первую мировую войну
Главным сторонником вступления в войну на стороне Антанты в Греции был премьер-министр Элефтериос Венизелос. Он делал все возможное, чтобы втянуть Грецию в войну против Центральных держав. В 1913 году между Сербией и Грецией был заключен договор о взаимной помощи, обязывающий прийти на помощь Сербии в случае нападения на неё. На этот договор ссылался Венизелос. Однако король Греции Константин I симпатизировал Германии, поскольку был шурином германского императора, обучался в Германии и не желал вступать в войну на стороне Антанты. Король и противники Венизелоса, заявляли, что сербско-греческий договор недействителен; в этих условиях Венизелос был отправлен в отставку в октябре 1915 года. Подобная политическая борьба обернулась Национальным расколом для Греции.
В  ответ  на  это  Великобритания и Франция  оккупировали  ряд  греческих  островов.  В  августе  1915  года Венизелос  вернулся  к  власти.  В  начале октября  1915 года,  грубо  попирая  суверенитет  Греции, Великобритания и  Франция высадили свои войска в Салониках.  Воспользовавшись  возмущением,  вызванным  действиями  этих  стран,  король  в  октябре  уволил  Венизелоса  в  отставку.
В  ноябре  1915 года Великобритания и  Франция  потребовали  вывода  греческих  войск из  района  Салоник,  передачи  им  железной  дороги, ведущей  к  границе,  и  согласия  на  контроль  морских  путей  Греции.  Получив  отказ, они  установили  частичную  блокаду  Греции.  Константин пошёл  на  секретное  соглашение  с  Германией  и  отдал 23  марта  1916 года болгарским  и  немецким  войскам  форт Рупел  на греко-болгарской границе,  имеющий большое  стратегическое  значение.  В  ответ  на  это  Великобритания и  Франция  оккупировали  всю  Салоникскую  провинцию.  Летом  1916 года в  Афинах  произошли  бурные антивоенные  манифестации,  сопровождавшиеся  разгромом  редакций  проантантовских  газет.
21 июня  1916  англо-французское  командование  предъявило  Греции ультиматум  о  полной  демобилизации  греческой
армии  и  сформировании  правительства,  которое  гарантирует  «лояльное  отношение»  к  союзникам;  ультиматум  был  принят  Грецией.  Но  немедленно  после  этого Константин  сформировал  и  возглавил  «Лигу  резервистов»,  являвшуюся,  по  существу,  армией,  готовой к  действиям  на  стороне  Германии.  

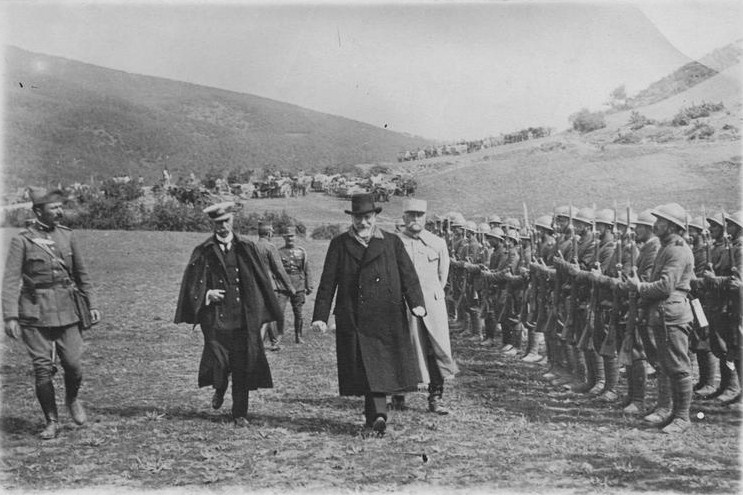
Премьер-министр Греции Элефтериос Венизелос на линии фронта.

9  октября  1916  в  Салониках  было  образовано  так называемое  Временное  правительство,  возглавленное  Венизелосом  и  вскоре  признанное  Великобританией  и  Францией.  7  дек.  1916  державы Антанты  объявили  полную  блокаду  Греции,  а  в  июне 1917 года потребовали  отречения  короля.  Король  Константин  отрёкся  и  назначил  преемником  своего  второго  сына Александра.
27  июня  1917  по настоянию  Великобритании  и  Франции  был  создан  объединённый  кабинет  из  представителей  афинского  и  салоникского  правительств;  к  власти  пришёл  Венизелос,  и  29  июня  Греция  вступила  в  войну  на  стороне Антанты.

## Греция в межвоенный период

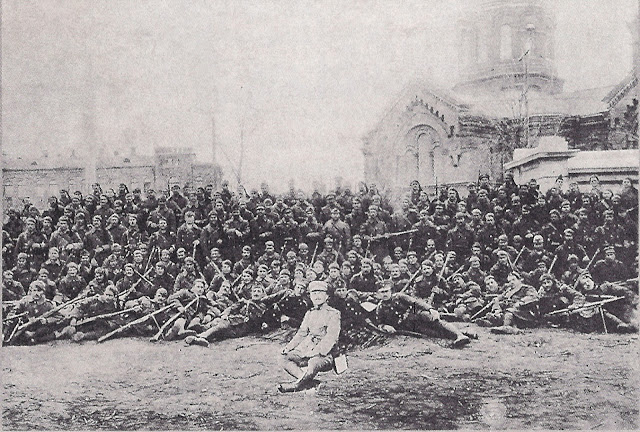
Греческие солдаты в Одессе, 1919 год.

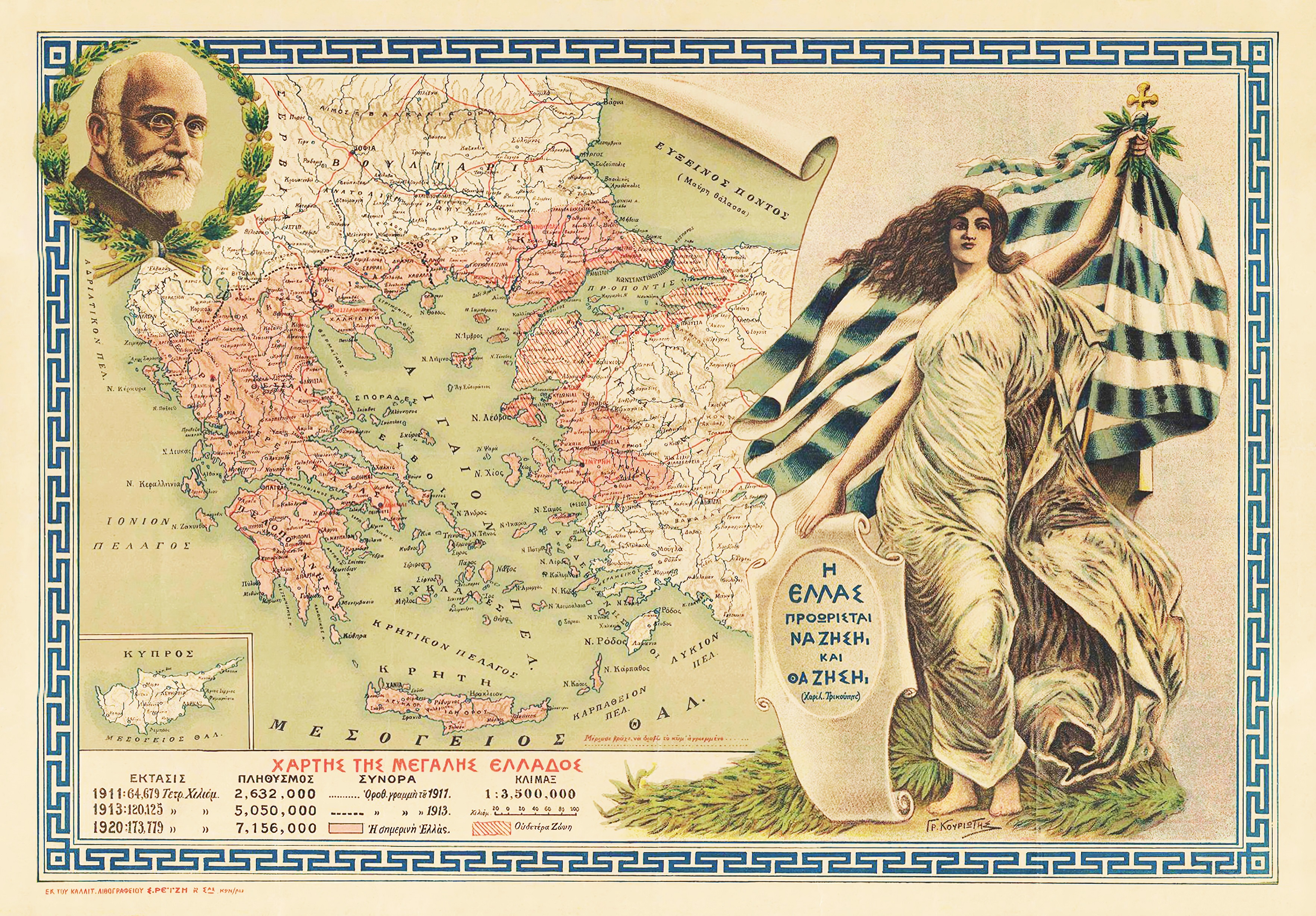
Карта Великой Греции (Μεγάλη Ἑλλάς) по Севрскому договору с изображением Элефтериоса Венизелоса

Состоявшийся  в  ноябре  1918  в  Пирее  съезд  социалистов  провозгласил  создание  Социалистической рабочей  партии  Греции.  1  мая  1919  впервые  было  отмечено массовыми  выступлениями  греческого  пролетариата  в  защиту  своих  классовых  и  общедемократических  требований.  Реакционная  внутренняя  и  авантюристическая  внешняя  политика  Венизелоса  вызывала рост  революционной  активности  рабочего  класса. Особенное  возмущение  среди  рабочих  вызывала антисоветская  политика  Венизелоса,  который  предоставил  в  полное  распоряжение  союзников  порт Салоники,  превратившийся  в  1918—20  годах в  одну  из баз  военной интервенции  Антанты  против  Советской  России.  В  январе  1919 года греческие  войска  высадились в  составе  французского  десанта  на  побережье  Крыма  и Украины.  В  апреле  1919 года они  были  изгнаны  Красной Армией.
Включение  в  состав  Греции  Южной Албании,  Фракии,  части  Малой Азии  со  Смирной, Константинополя,  островов  Додеканес  —  такова  была аннексионистская  программа  Венизелоса,  прибывшего  в  1919 году на  мирную конференцию в Париже  в  качестве  главы  греческой  делегации.  Эти  империалистические  замыслы  нашли  своё  частичное  воплощение  в  Нёйиском мирном договоре  с  Болгарией  от 27  ноября  1919 года и  Севрском мирном договоре  с  Турцией  от  10  августа  1920,  по  которым  Греции  должны  были  быть переданы  вся  Фракия,  включая  Галлиполи  и  европейский берег  Дарданелл,  а  также  Смирна  и  её  окрестности. Границы  Греции  стали  проходить  в  30  км  от  Константинополя.

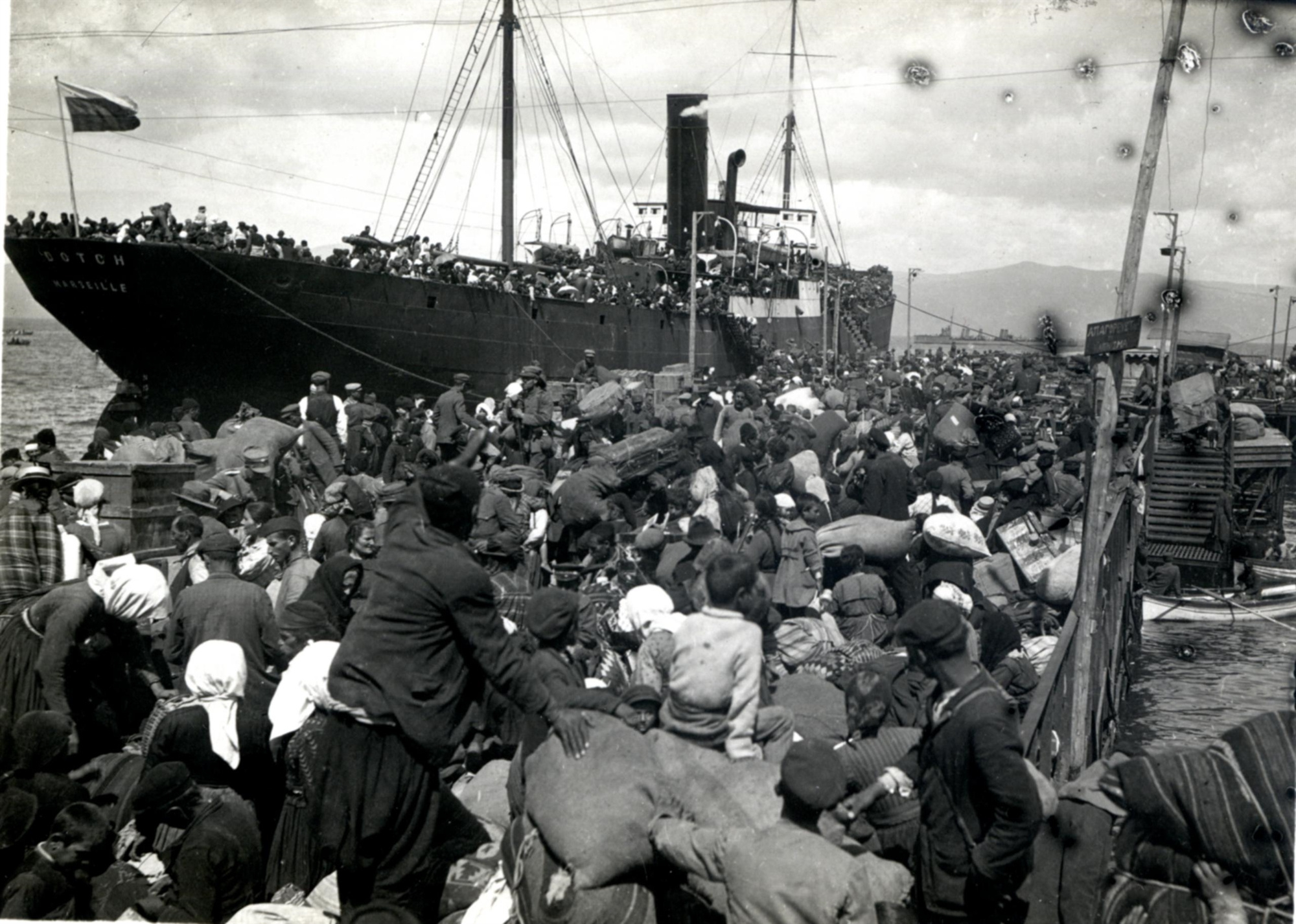
Греческие беженцы покидают порт Муданья, 28 августа 1922 года

В  мае  1919 года Великобритания и Франция,  опасаясь оккупации  Малой  Азии  Италией,  разрешили  Венизелосу  ввести греческие войска в Смирну  под  предлогом  предотвращения  там  истребления  греческого  и армянского  населения  турками. После этого в  Турции  поднялось  национально-освободительное движение  против  греческих  захватчиков.  Началась  затяжная и  разорительная  греко-турецкая война 1919—22 годов,  принесшая  греческому  народу  неисчислимые  бедствия,  Среди  широких  масс  Греции,  на  которые  ложилась вся  тяжесть  мобилизации  и  экономической  разрухи, росло  недовольство.  Увеличилось  количество  стачек.  Правительство  Венизелоса  жестоко  преследовало  организации  рабочих  и  служащих.  После  забастовки  банковских  служащих  в  1919  году было  арестовано  и  выслано  на  острова  руководство  греческой  Всеобщей  конфедерации  труда,  созданной  в  1918 году.  Были приняты  законы,  значительно  урезывавшие  права рабочих.
На  парламентских  выборах  14  ноября  1920 года  Венизелос  и  его  сторонники  потерпели  полное  поражение.  Но  реакционно-монархические  круги,  воспользовавшись  поражением  Венизелоса  и  внезапной  смертью
короля  Александра,  провели 5 декабря 1920 года плебисцит,  вернувший  на  греческий  престол  Константина. Снова  заняв  трон,  Константин  продолжал  затеянную  Венизелосом  малоазиатскую  авантюру.  После кратковременных  успехов  греческие  войска  стали  терпеть  поражения  и  в  сентябре  1922  были  изгнаны из  Малой  Азии.  9  сентября  1922  турки  вступили  в  Смирну  (Измир), что сопровождалось убийствами мирного населения и поджогами. В октябре 1922 года в  Муданье  было подписано перемирие,  положившее  конец  войне.  

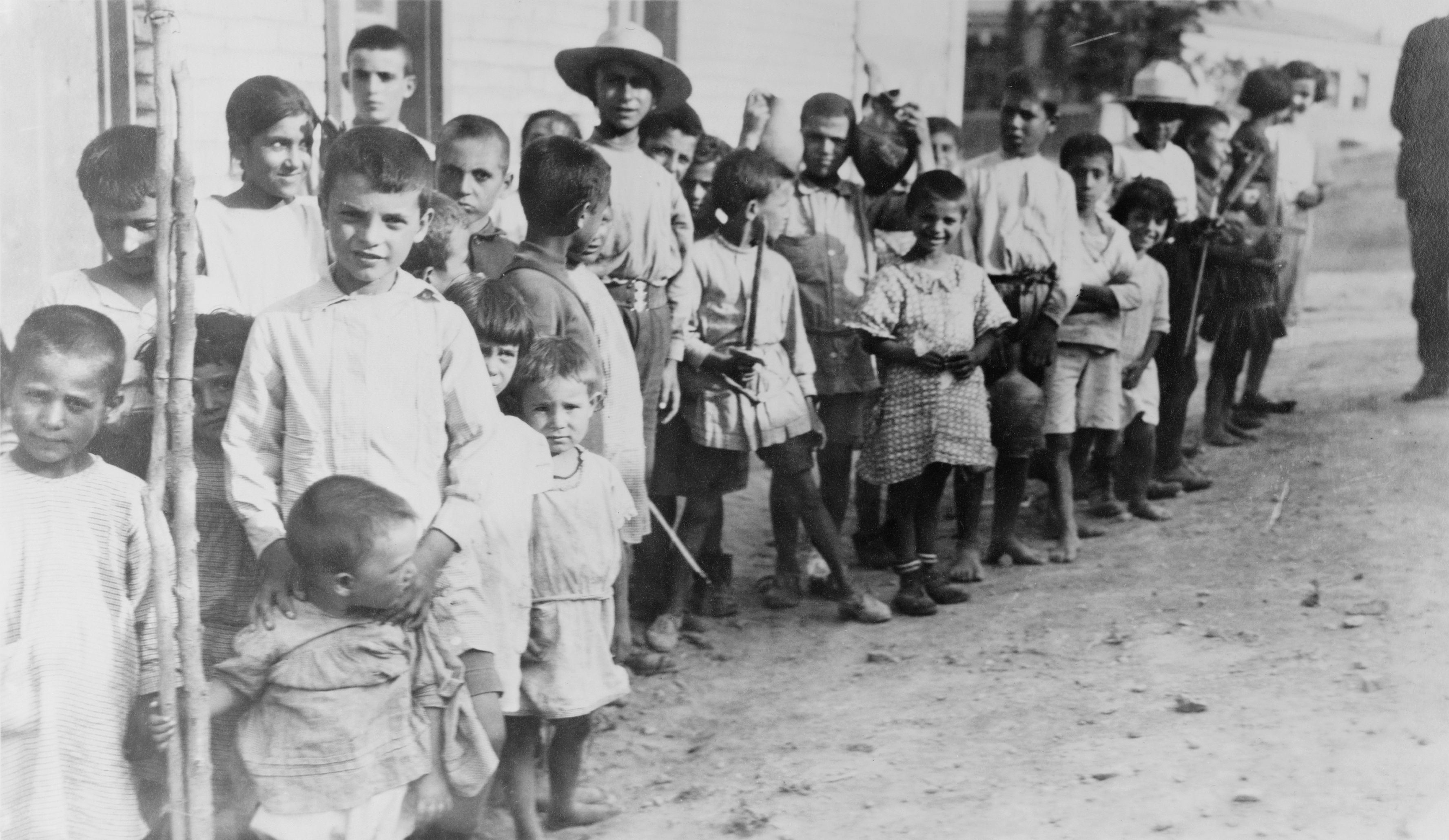
Дети греческих и армянских беженцев возле Афин, 1923 год

Новый мирный договор  с  Турцией был подписан  в Лозанне  24  июля  1923 года.  Восточная Фракия  и  Смирна  были  закреплены  за  Турцией, острова  Лемнос,  Самофракия,  Лесбос  (Митилини), Хиос,  Самос  и  Икария  отошли  к  Греции,  но  должны  были быть  демилитаризованы,  а  острова  Додеканес  были признаны  владениями  Италии.  Произошел греко-турецкий обмен населения. Одной  из  наиболее  острых  проблем  в  послевоенной  Греции  было  устройство  почти  1  млн.  беженцев  из Малой  Азии.  Этой  проблемы  правительству  так  и не  удалось  решить.  Раздача  некоторому  количеству беженцев  земельных  наделов  в  Македонии  и  Фракии лицемерно  преподносилась  как  «аграрная  реформа». От  голода  и  эпидемий  до  конца  1923 года погибло  45% беженцев.  К  началу  1927 года всё  еще  имелось  более 40  тыс.  неустроенных  беженцев.  Не  менее  сложной была  задача  восстановления  разорённого  войной хозяйства  страны.  Государственные  финансы  были совершенно  расстроены.
Греческий  народ  требовал  ликвидации  монархии  и  наказания  виновников позорной  войны, ставшей известной как «Малоазийская катастрофа».  Стремясь  предотвратить  крушение монархии,  группа  офицеров  во  главе  с  Пластирасом в сентябре  1922  года подняла восстание,  которое  вскоре охватило  всю  страну.  Восставшие  добились  вторичного  отречения  короля  Константина  как  виновника  катастрофы  в  Малой  Азии.  Были расстреляны 6 министров  во  главе  с  бывшим  премьер-министром  Гунарисом.  На  трон  был  возведён  старший  сын  Константина  Георг II.
Дороговизна,  безработица,  сокращение  зарплаты  привели к  усилению  классовой  борьбы.  По  стране  прокатилась  волна  забастовок,  принявших  невиданные  для Греции  размеры.  Стачка  рабочих  в  Пирее,  проведённая 
в  августе  1923  года под  руководством  коммунистов,  превратилась  во  всеобщую  забастовку.  Правительство жестоко  расправилось  со  стачечниками,  однако стачка  оказала  огромное  влияние  на  развитие  политической  борьбы  в  Греции.
После  попытки переворота под руководством пророялистских генералов в октябре 1923 года и выборов  16  декабря 1923 года,  давших большинство  республиканцам,  19  декабря  король Георг  II  вынужден  был  покинуть  Грецию.  25  марта 1924 года Учредительное  национальное  собрание  вынесло  решение  о  провозглашении  Второй республики,  подтверждённое  плебисцитом  13  апреля  1924 года.  Президентом  был избран  адмирал  Кунтуриотис.
Первый  премьер-министр  республиканского правительства  Папанастасиу провёл аграрную  реформу,  наделив  землёй  по  высоким выкупным  ценам  часть  беженцев  и  демобилизованных.  Но  и  после  этой  реформы  половина  всей  пригодной  к  обработке  земли  осталась  в  руках  помещиков.
Летом  1925 года в  результате  переворота  пост  премьер-министра захватил  генерал  Пангалос,  взявший  курс  на установление диктатуры.  Он  объявил компартию  вне  закона,  арестовал  либеральных  противников  его  режима  во  главе  с  Папанастасиу  и  генералом Кодилисом,  отменил  парламентские выборы  и  сосредоточил  в  своих  руках  всю  полноту государственной  власти.
22  августа  1926  вернувшийся  из  ссылки  генерал  Кондилис совершил  новый  переворот,  в  результате  которого  был восстановлен  парламентский  режим.  Адмирал  Кондуриотис  вновь  занял  пост  президента.  Правительство  возглавил  Заимис,  подготовивший  возвращение к  власти  Венизелоса,  который  10  июля  1928  стал  премьер-министром.  В  декабре  1929  президентом  был избран Заимис.
Мировой экономический кризис 1929—33 годов  поразил  Грецию с  исключительной  силой.  Тысячи  разорённых  крестьян  были  согнаны  с  земли  за  неуплату  налогов. Промышленное  производство  упало  в  1931  но  сравнению  с  1929  более  чем на  20%.  Число  безработных  достигло  280  тыс.  чел. Внешняя  торговля  Греции  сократилась  за  годы  кризиса в  несколько  раз.  Резко  снизились  доходы  от  морского
транспорта.  Обанкротились  десятки  банков,  драхма обесценилась;  Греция  отказалась  от  уплаты  внешних
долгов,  отменила  золотой стандарт.
В  феврале  1934 года  Греция  вошла  в  состав  Балканской Антанты,  являвшейся  инструментом  французской  политики на  Балканах. В  начале  ноября  1935 года пост  премьер-министра  занял  генерал  Кондилис,  возвратившийся  к  политической  деятельности  в  роли лидера  крайне  правого  крыла  монархистов.  После  плебисцита о восстановлении монархии  25  ноября 1935 года король  Георг  II  вернулся  в  Грецию.  В  ответ  на  реставрацию  монархии  началась всеобщая  забастовка  протеста.  Забастовка  сопровождалась  массовыми  демонстрациями,  переходившими в  ряде  мест  в  уличные  бои  с  полицией.  Ставший  в 1936 года премьер-министром  генерал  Метаксас только  с  помощью  войск  и  танков  смог  подавить  забастовку.  

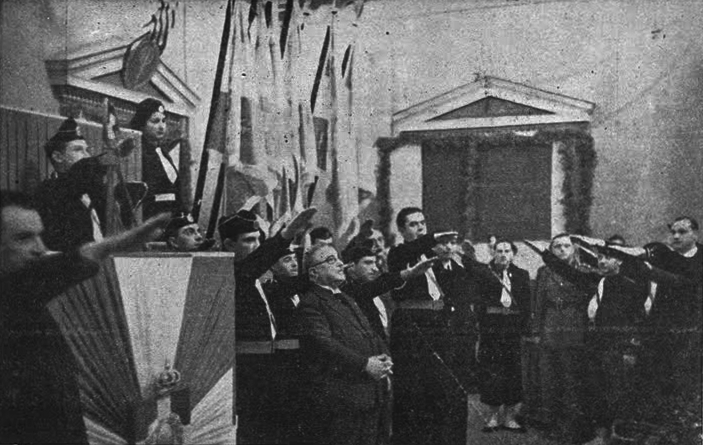
Молодые члены греческой «Национальной молодёжной организации Греции» приветствуют Иоанниса Метаксаса.

13  мая  началась  стачка  рабочих  табачных  предприятий  в  Салониках, превратившаяся  во  всеобщую  забастовку,  в  которой приняло  участие  500  тыс.  рабочих,  ремесленников, кустарей,  служащих.  На  5  августа  1936  в  Афинах  была назначена  всеобщая  стачка  протеста  против  усиления  террора.  Но  еще  за  день  до  этого Метаксас, получив  от  короля неограниченные  полномочия,  ввёл  осадное  положение,  распустил  парламент  и  начал  массовые аресты.  За  этим последовало  введение  закона  «о  мерах  борьбы  с  коммунизмом  и  его  последствиями», запрещение  демократических  партий  и  профсоюзов, установление  строжайшей  цензуры,  закрытие  оппозиционных газет.
Режим Метаксаса, существовавший до 1941 года, имел черты фашистской диктатуры, при нём подавлялось любое проявление оппозиционности. В то же время была стабилизирована национальная валюта, были предприняты меры по облегчению долгового бремени крестьян, был установлен минимум заработной платы и введены пособия для безработных.

## Греция во Второй мировой войне
Когда наступила Вторая Мировая война, то Метаксас отверг ультиматум Муссолини, что ныне отмечается как национальный праздник День Охи. Поначалу греки успешно отражали натиск вторгшихся с территории Албании итальянцев, однако вскоре Метаксас умер, а в апреле 1941 года в Грецию вторглись германские войска. На оккупированной территории было создано марионеточное Греческое государство.

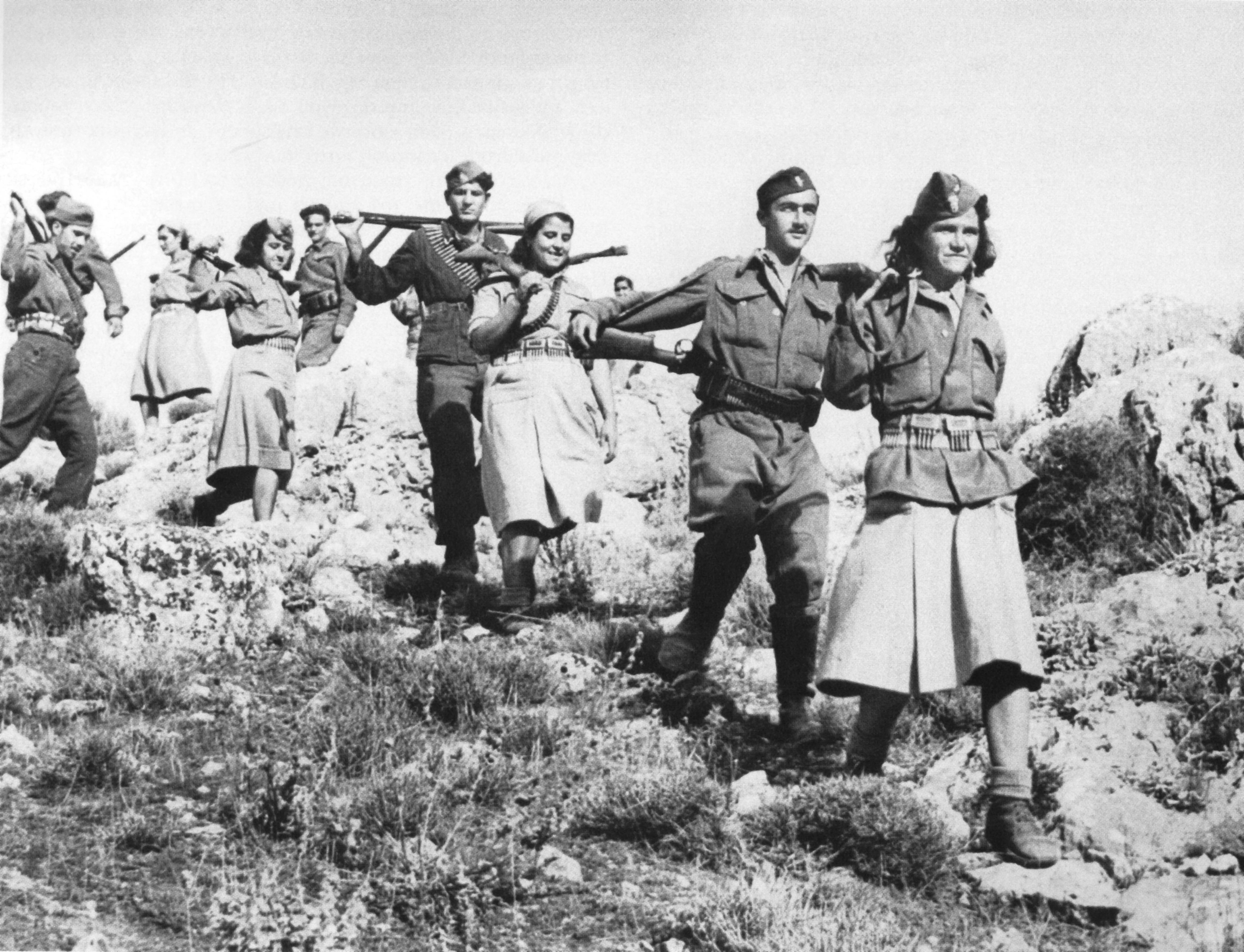
Партизаны ЭЛАС

В сентябре 1941 года Коммунистическая партия Греции вместе с другими левыми движениями создали Национально-освободительный фронт (ЭАМ), а затем — Народно-освободительную армию Греции (ЭЛАС). Партизаны, бывшие сторонниками королевского эмигрантского правительства, объединились в Национально-республиканскую лигу (ЭДЕС).
Немецкая армия, под угрозой перекрытия путей её отступления советской армией, вступившей на территорию Болгарии, уже в сентябре 1944 года начала эвакуацию из Греции. 2 октября 1944 года оккупанты ушли из Афин, а последний германский солдат покинул Грецию 30 октября. 14 октября 1944 года в ходе британской операции «Манна» в Греции высадились первые британские парашютисты, а 18 октября в Афины прибыло эмигрантское правительство Георгиоса Папандреу.
В ноябре 1944 года коммунисты, получившие четыре министерских портфеля в правительстве Г. Папандреу, отказались выполнить приказ командующего британскими оккупационными войсками о разоружении отрядов ЭЛАС и 4 декабря начались бои отрядов ЭЛАС с британскими и правительственными войсками. ЭАМ-ЭЛАС в них потерпел поражение, что привело к его разоружению по Варкизскому соглашению 12 февраля 1945 года, которое ознаменовало конец ЭЛАС.
После войны по Парижскому мирному договору с Италией в 1947 году Греция получила острова Додеканес.

## Гражданская война

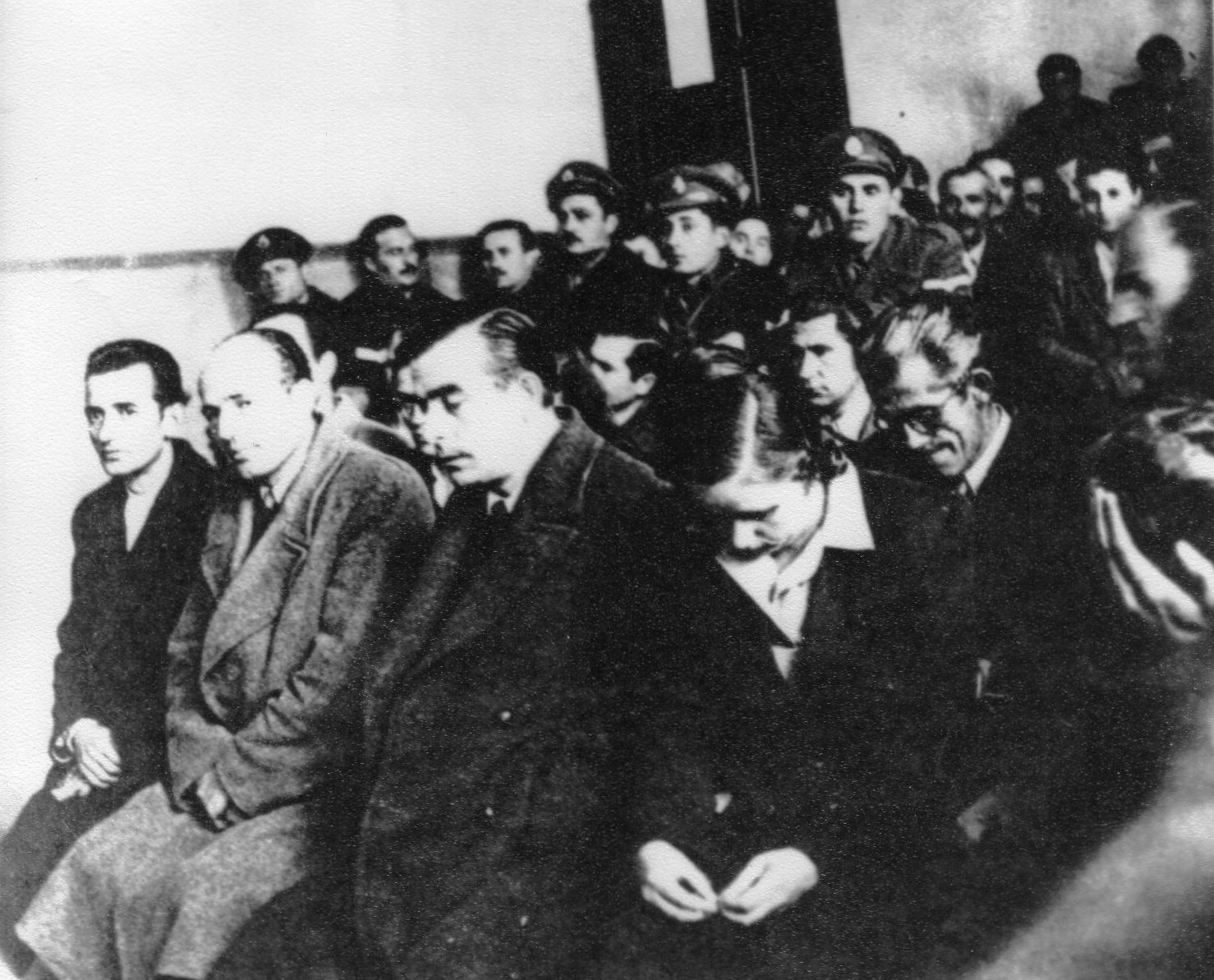
Суд над коммунистами во время гражданской войны.

Непримиримое крыло партизан объединилось в Демократическую армию Греции (командир Маркос Вафиадис) и продолжило гражданскую войну. В 1947 году поддержку греческому правительству в борьбе против коммунистов оказали США, которые не могли допустить присоединения Греции к социалистическому лагерю. Американская авиация и американские военные инструкторы включились в борьбу с партизанами. Под напором правительственных войск и антикоммунистических военизированных формирований, лишённые поддержки извне (отношения с Болгарией осложнил македонский вопрос и размежевание с македонским партизанским движением) коммунисты к октябрю 1949 года потерпели поражение.

## Греция после гражданской войны
В 1952 году была принята система прямого представительства на выборах в парламент вместо прежней пропорциональной, избирательные права получили женщины. В этом году победу на выборах одержала правая партия Греческий сбор маршала Александра Папагоса. В 1955–1963 годах правительство Греции возглавлял лидер возникшего из Греческого сбора Национально-радикального союза (ЭРЭ) Константинос Караманлис. При нём происходил быстрый рост экономики.  В 1961 году Грецию приняли в качестве ассоциированного члена в Европейское экономическое сообщество. Но в 1963 году убийство депутата от Единой демократической левой партии Григориса Ламбракиса, к которому оказалось косвенно причастно правительство, спровоцировало правительственный кризис. На выборах в ноябре 1963 года партия Караманлиса потерпела поражение. Премьер-министром стал Георгиос Папандреу, лидер партии Союз центра.
В июле 1965 года король Константин II настоял на отставке Георгиоса Папандреу в связи с тем, что того обвинили в создании нелегального Союза левых офицеров, а затем отверг требование Папандреу о проведении новых выборов. Это привело монархию к конфронтации с политической элитой страны. После нескольких попыток сформировать правительство король назначил временное правительство во главе с Иоаннисом Параскевопулосом, а новые выборы — на 28 мая 1967 года. Ожидалось, что Союз центра во главе с Папандреу получит наибольшее количество голосов, недостаточное для того, чтобы сформировать однопартийное правительство, а потому будет вынужден пойти на создание коалиции с Единой демократической левой партией, которую консерваторы и вовсе считали прикрытием для запрещенной компартии. Эта вероятность была использована как предлог для военного переворота в стране.

## Чёрные полковники
21 апреля 1967 года в Греции произошёл военный переворот, в результате которого к власти пришло военное правительство «чёрных полковников» во главе с Георгиосом Пападопулосом. В столицу были введены танки, а политические оппоненты подверглись репрессиям. Деятельность политических партий была запрещена, а в стране введено чрезвычайное положение. В декабре того же года король Константин II попытался совершить контрпереворот, но потерпел неудачу и был вынужден эмигрировать из страны. В отсутствие короля Пападопулос в 1972 году объявил себя регентом.
Пытаясь либерализовать режим военной диктатуры, Пападопулос в 1973 году упразднил монархию и 1 июня 1973 году ввёл в Греции республиканское правление, объявив себя президентом страны. Студенты Политехнического института в Афинах подняли восстание, которое было жёстко подавлено. 25 ноября военные произвели переворот внутри хунты. К власти пришёл генерал Федон Гизикис. Вновь были введены чрезвычайное положение и цензура. Новый военный правитель попытался присоединить населённый греками Кипр к Греции. В ответ 20 июля 1974 года Турция высадила десант на острове. В Греции началась мобилизация, однако новобранцы подняли мятеж и заставили передать власть гражданскому правительству. Руководители хунты предстали перед судом.

## Третья Республика
После свержения чёрных полковников страну возглавил эмигрант Константинос Караманлис. 17 ноября 1974 года прошли парламентские выборы, а 8 декабря референдум о форме правления, на котором был подтверждён отказ от монархии. В 1981 году к власти пришли социалисты из ПАСОК, был провозглашён курс на создание социального государства, страна вступила в Европейский союз.
- 1991 — после распада Югославии Греция последовательно предъявляет претензии к бывшей Югославской Македонии, требуя от неё изменить название, рассматривая его как исключительно греческое наследие и поскольку историческая Македония находится в пределах греческого государства.
- 1996 — Греция и Турция оказываются на грани войны в связи с турецкими претензиями на Эгейское море.
- 1999 — В результате землетрясения в Афинах погибает 145 человек. Турция оказывает помощь в ответ на аналогичную помощь, предоставленную Грецией Турции годом ранее. «Сейсмическая политика» несколько смягчает дипломатические проблемы между двумя странами.
- 2001 — папа римский Иоанн Павел II посещает Грецию и приносит извинения за крестовый поход на Константинополь в 1204 году. Греция отказалась от национальной валюты и вступила в зону евро.
- 2004 — проводятся летние Олимпийские игры в Афинах, во время которых происходит подкуп греческих чиновников немецкими корпорациями.
- 2006 — фестиваль Евровидения в Афинах.

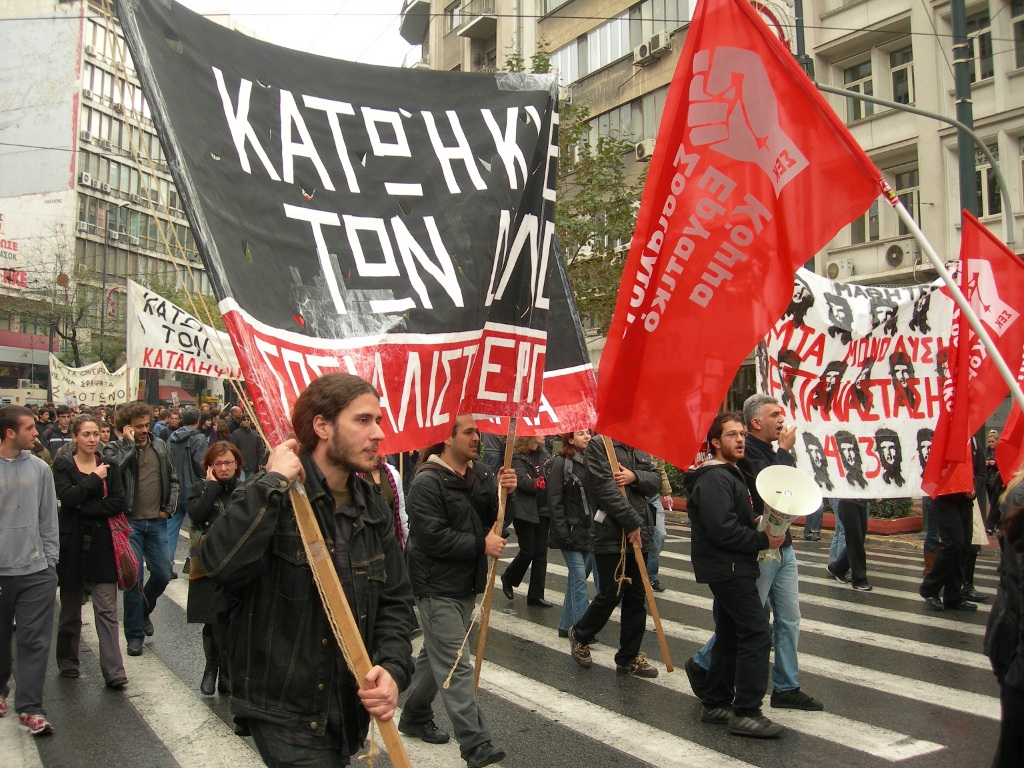
Демонстрация социалистов и анархистов в Афинах 18 декабря 2008 года

В 2008 году в качестве отголоска всемирного экономического кризиса в стране произошли массовые беспорядки, связанные с экономической политикой правительства Костаса Караманлиса. На следующий год правящая партия Новая демократия потерпела поражение, уступив власть социал-демократам из ПАСОК. Однако давление Европейского союза и МВФ, предрекавших дефолт Греции с декабря 2009 года (при этом государственный долг достиг 300 млрд евро), не позволили правительству Георгиоса Папандреу проводить самостоятельную политику. В итоге в 2010 году возобновились массовые выступления против мер жёсткой экономии. Летом 2011 года долг Греции достиг 350 млрд евро. МВФ и правительства еврозоны настояли на мерах экономии, включающих сокращения расходов. В ответ правительство Папандреу объявило о планах проведения референдума о выходе из еврозоны. В ноябре 2011 года в результате экономического кризиса премьер-министр Георгиос Папандреу ушёл в отставку. Его сменил банкир Лукас Пападимос. 21 февраля 2012 года страны еврозоны утвердили план спасения Греции от дефолта. МВФ должны выплатить стране 130 млрд евро. Утверждённая программа экономии (сокращения расходов) предусматривает, что на 1,1 млрд евро уменьшатся выплаты на здравоохранение; на 400 млн. — государственные инвестиции, оборонные расходы. Кроме того, на 600 млн евро сократятся расходы на пенсии и на содержание правительства.